# 85-мм зенитная пушка образца 1939 года (52-К)
52-К (Индекс ГАУ — 52-П-365) — советское зенитное орудие калибра 85 мм.
Полное официальное название орудия — 85-мм зенитная пушка образца 1939 года.
Оно активно использовалось в Великой Отечественной войне как в роли собственно зенитного, так и противотанкового орудия, а после её окончания долго состояло на вооружении Советской Армии ВС СССР до принятия на вооружение зенитных ракетных комплексов. Пушка 52-К передавалась или продавалась в другие страны для оснащения их вооружённых сил. Часть зениток 52-К после снятия с вооружения была переделана для мирного применения в горной местности в качестве противолавинных орудий.
В годы войны орудие послужило основой для разработки длинноствольных танковых пушек Д-5 и ЗИС-С-53, которые устанавливались на противотанковую САУ СУ-85 и танки Т-34-85, КВ-85 и ИС-1.

## История
Пушка разработана конструкторским бюро завода № 8 в подмосковном Калининграде по заданию ГАУ. Её предшественницей была созданная главным конструктором М. Н. Логиновым 76-мм зенитная пушка образца 1938 года, которая выпускалась малой серией в 1938—1940 годах. Из-за чрезвычайно сжатых сроков, отведённых на разработку новой системы, главный конструктор М.Н.Логинов принял предложение ведущего конструктора Г. Д. Дорохина наложить 85-мм ствол на платформу 76-мм зенитного орудия образца 1938 г., использовав затвор и полуавтоматику этого орудия. В 1939 году новое 85-мм зенитное орудие с заводским обозначением 52-К прошло полигонные испытания, в ходе которых выявилась необходимость установки дульного тормоза, увеличения опорной поверхности клина затвора и гнезда казённика. Доработанное в соответствии с рекомендациями научно-испытательного полигона орудие в том же году было принято на вооружение Красной Армии под названием «85-мм зенитная пушка образца 1939 г.».
На начало войны в наличии имелось 3082 орудия (3016 в РККА и 66 в ВМФ).
Для повышения точности стрельбы по воздушным целям батареи 85-мм зенитных пушек комплектовались приборами управления артиллерийским зенитным огнём ПУАЗО-3, позволявшими решать задачу встречи снаряда и самолёта.
Кроме приборов ПУАЗО, для управления огнём действовавших на главных направлениях частей 85-мм зенитных пушек, использовались и радиолокационные станции обнаружения РУС.
Пушку также оснастили механическим установщиком взрывателей конструкции Л. B. Люльева.
Чтобы увеличить выпуск зенитной артиллерии в годы войны, нужно было решить задачу по снижению трудоёмкости и металлоёмкости продукции. Конструкция пушки 52-К упрощалась, и одновременно совершенствовалась технология её изготовления. В 1943 году усовершенствованное орудие было успешно испытано, и в феврале 1944 года пушка, получившая заводской индекс КС-12, пошла в серийное производство. Первые две буквы индекса означали, что орудие создано на заводе им. Калинина в Свердловске.
Предназначенные для борьбы с авиацией противника, для стрельбы по воздушным десантам, по живым наземным целям и огневым точкам противника, эти орудия с успехом применялись и для уничтожения фашистских танков. С необычной для зенитки задачей 52-К справлялась успешнее, чем иные противотанковые орудия тех лет. С приданным ей бронебойным снарядом она могла прошивать броню всех типов танков, находившихся на вооружении германской армии до середины 1943 года. В 1940 году Логинову М.Н. за создание новых артиллерийских систем было присвоено звание лауреата Сталинской премии, посмертно. Наградой отмечались не только зенитные, но и противотанковые качества орудия.

## Назначение пушки и её боевые свойства

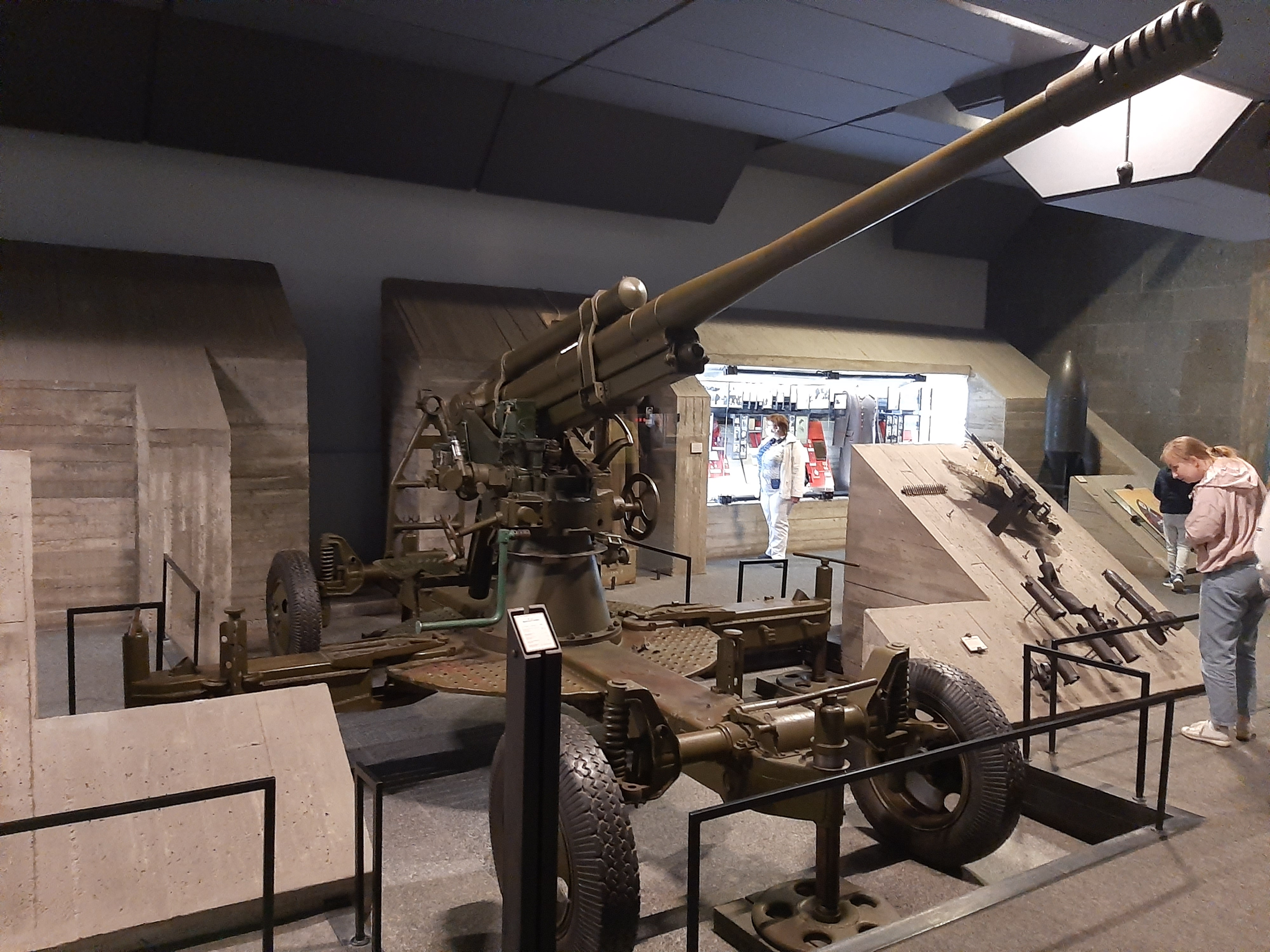
85-мм зенитная пушка в музее-заповеднике «Сталинградская битва»

85-мм зенитная пушка обр. 1939 г. назначается для борьбы с авиацией противника, но также в ней была заложена возможность бороться с бронетехникой врага. В ее комплект входили как фугасные, так и бронебойные снаряды.
Данные для стрельбы вырабатываются прибором управления артиллерийским зенитным огнём (ПУАЗО).
Стрельба без ПУАЗО с использованием прицельных приспособлений производится в тех случаях, когда ПУАЗО нет или он по каким-либо причинам не может быть применён.
Конструктивные особенности пушки, наличие достаточно эффективной дистанционной гранаты и бронебойного снаряда дают возможность в случае необходимости использовать пушку также и для стрельбы по воздушному десанту, живым наземным целям, огневым точкам и бронетанковым силам противника. 85-мм зенитная пушка обладает высокими боевыми и тактико-техническими свойствами, необходимыми для поражения внезапно появляющихся и быстро движущихся целей.
Пушка имеет круговой обстрел, который достигается наличием тумбового лафета.
При натренированном расчёте перевод пушки из походного положения в боевое производится за 1,2 минуты, а из боевого положения в походное — 1,5 — 2 минуты. Пушка перевозится автомобилем или трактором. Максимальная скорость передвижения — до 50 км/ч по асфальтированному шоссе. Пушка обслуживается расчётом из семи человек: шесть номеров расчёта и один командир орудия.

## Общая характеристика устройства пушки
Пушка состоит из следующих основных частей:
1) ствола с затвором;
2) люльки с противооткатными устройствами;
3) вертлюга с механизмами наводки, уравновешивающим механизмом, прицельными приспособлениями, принимающими приборами азимута и углов возвышения, установщиком взрывателей с принимающем взрыватели и щитовым прикрытием;
4) тумбы;
5) платформы с передним и задними ходами.
Ствол с затвором и люлька с противооткатными устройствами составляют качающуюся часть орудия. Качающаяся часть вместе с вертлюгом и собранными на нём механизмами составляют вращающуюся часть орудия.
К неподвижным частям орудия относятся тумба и платформа с передним и задними ходами.
85-мм зенитная пушка является полуавтоматической пушкой, так как открывание затвора, выбрасывание стреляных гильз и закрывание затвора во время стрельбы производятся автоматически, а подача патронов в патронник и выстрел производятся вручную.
С 1944 года пушка имеет ствол-моноблок (однослойную трубу) с навинтными казёнником и дульным тормозом, поглощающим до 30 % энергии отдачи. Затвор — клиновой полуавтоматический, перемещающийся вертикально. С того же 1944 года используется полуавтоматика механического (копирного) типа.
Работа полуавтоматики происходит следующим образом.
При откате: кулачок полуавтоматики отжимает в сторону копир, который, поворачиваясь, пропускает его мимо себя и снова возвращается в исходное положение.
При накате: кулачок полуавтоматики, встречая на своём пути копир, поворачивается и кривошипом открывает затвор; при этом взводится ударник, выбрасывается гильза и сжимается пружина закрывающего механизма.
Тормоз отката — гидравлический с переменной длиной отката, расположен в люльке (под стволом). Наибольшая длина отката при угле возвышения 0° составляет 1150 мм. С увеличением угла возвышения длина отката уменьшается; наименьшая длина отката при угле возвышения 82° равна 600 мм. Изменение длины отката производится специальным механизмом, который автоматически регулирует величину отверстий истечения жидкости. Наличие механизма переменной длины отката обеспечивает устойчивость системы во время стрельбы при всех углах возвышения и исключает возможность ударов казённой частью ствола о платформу при больших углах возвышения.
Тормоз отката имеет компенсатор жидкости, назначение которого — вбирать в себя из тормоза отката излишнюю жидкость, получающуюся в результате разогревания её при длительной стрельбе, и возвращать её обратно в тормоз отката при остывании. Кроме того, тормоз отката имеет специальное приспособление для регулировки механизма переменной длины отката.
Накатник — гидропневматический, расположен в обоймах люльки над стволом. Для регулировки скорости наката, необходимой для обеспечения безотказной работы полуавтоматики при всех углах возвышения, в накатнике имеется автоматический регулятор наката.
Цилиндры противооткатных устройств закреплены неподвижно, а штоки откатываются со стволом. Противооткатные устройства расположены сверху и снизу ствола для достижения большей устойчивости орудия при выстреле.
Цапфы люльки значительно отнесены назад от центра тяжести качающейся части пушки, что даёт возможность (при наличии переменного отката) вести стрельбу при всех углах возвышения в пределах от −3 до +82°. Для уравновешивания качающейся части при всех углах возвышения имеется пружинный уравновешивающий механизм толкающего типа.
Для наводки орудия в вертикальной плоскости с левой стороны орудия имеется подъёмный механизм секторного типа с одной скоростью наводки (2° за 1 оборот маховика).
Для наводки орудия в горизонтальной плоскости с правой стороны орудия имеется поворотный механизм также с одной скоростью наводки (5° за 1 оборот маховика). Для предохранения поворотного механизма от повреждений при резких остановках вращающейся части введён фрикционный тормоз, работа которого основана на трении металлического кольца о верхнюю плоскость червячного колеса поворотного механизм, укреплённого на тумбе.
Для стрельбы с ПУАЗО пушка снабжена принимающими приборами. Принимающие приборы азимут и углы возвышения установлены неподвижно на вертлюге, а принимающий взрыватели — на установщике взрывателей. Передача движения на «механические» стрелки принимающих приборов азимут и углы возвышения осуществляется приводами, работающими от поворотного и подъёмного механизмов, а на стрелку принимающего взрыватели — от маховичка установщика взрывателей. Данные с ПУАЗО поступают на принимающие приборы орудия; при этом на приборах вращаются «электрические» стрелки. Номера орудийного расчёта, работая механизмами наводки и маховичком установщика взрывателей, совмещают «механические» стрелки с «электрическими» и этим осуществляют наводку орудия и установку взрывателя. Для предохранения кабеля от перекручивания при наводке по азимуту пушку снабжена ограничителем оборотов, позволяющим вращающейся части делать только по два оборота от нуля в обе стороны. Для определения положения вращающейся части орудия имеется счётчик числа оборотов.
Пушка имеет прицельные приспособления, предназначенные главным образом для стрельбы прямой наводкой и для такой стрельбы, при которой нельзя использовать ПУАЗО. Прицельные приспособления относятся к типу независимых от орудия, с независимой линией прицеливания и наклонным столом угломера. Это означает, что:
— оптическая ось оптической трубы (ПО-1М) может быть направлена на цель в вертикальной плоскости, независимо от положения ствола пушки;
— линия визирования, устанавливаемая наводчиком вращением маховика механизма углов места цели при совмещении перекрестия трубы с целью, не сбивается при установке углов прицеливания;
— установка боковых упреждений в прицеле производится в плоскости места цели, проходящей через линию визирования.
Вращающаяся часть пушки смонтирована на тумбе. Тумба укреплена болтами неподвижно на четырёхколёсной платформе. Платформа имеет четыре крестообразно расположенных упора, обеспечивающих устойчивость пушки при стрельбе при различных углах возвышения в любом направлении. Горизонтирование системы производится четырьмя домкратами, расположенными на концах упоров платформы, по четырём уровням, установленным на упорах. Четырёхколёсная платформа обладает большой проходимостью и подвижностью. Каждое колесо платформы имеет независимое подрессоривание. Передние колёса платформы- поворотные, задние- неповоротные и имеют тормозное устройство (использованы элементы от передней оси грузовиков ЗИС-5, имеющей барабанные тормоза). Торможение производится натягиванием верёвки, соединённой с тормозным тросом, одним из номеров расчёта, сидящим в кузове автомашины или тягача (на орудиях раннего выпуска имелась возможность присоединения тормозного троса пушки напрямую к тягам тормозной системы тягача). Передний ход платформы соединён с задним шарнирно, что создаёт боковую устойчивость системы на походе при движении по неровной местности и увеличивает живучесть платформы. На платформе ЗУ-8 крепление откидных упоров по-боевому и по-походному производится полуваликами, находящимися на кронштейнах откидных упоров. В походном положении откидные (боковые) упоры отводятся к заднему ходу и крепятся к раме. При переводе из походного положения в боевое система с платформой опускается тарелями домкратов на грунт. Плавное и достаточно лёгкое опускание и подъём системы с платформой обеспечивается двумя пружинными механизмами перевода из походного положения в боевое и обратно, расположенными в раме платформы. Передние и задние ходы в боевом положении связаны с платформой, а поэтому они своим весом улучшают устойчивость системы при стрельбе.

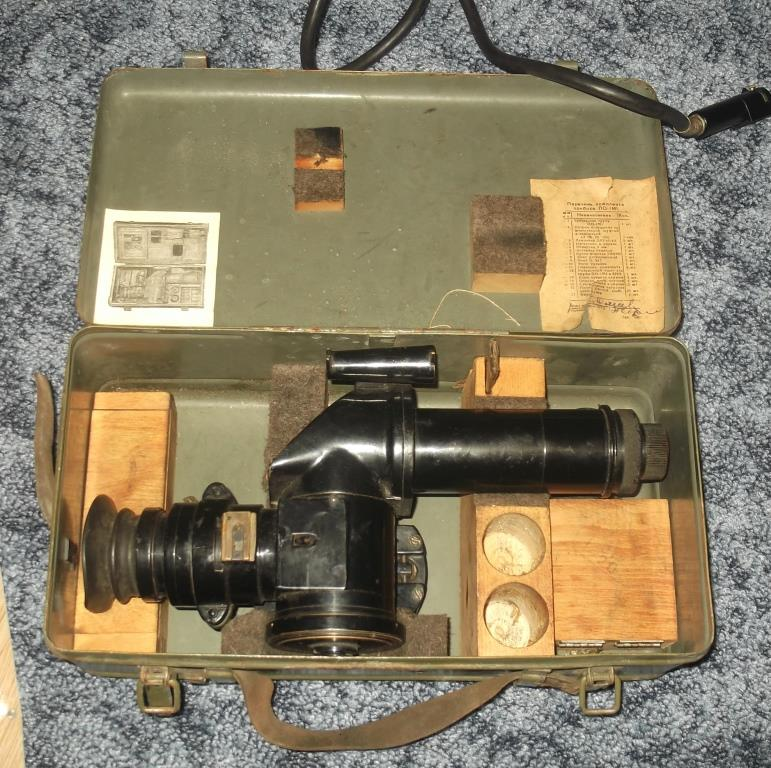
Оптическая труба ПО-1М1 в ящике (комплектующие отсутствуют).

### Оптическая труба ПО-1
В качестве оптического прицела на 85-мм зенитных пушках использовалась оптическая труба ПО-1.
Оптическая труба ПО-1 предназначена для наводки орудия в цель при стрельбе прямой наводкой. Она применяется также при ориентировании орудий.
Прицельная зрительная труба является оптическим визиром зенитного орудия, она предназначена для наводки его при стрельбе по штурмовой авиации и наземным целям при самообороне. Труба ПО-1 представляет собой монокулярный телескопический прибор.
Оптическая труба ПО-1 использовалась для наводки не только 85-мм зенитной пушки 52-К и всех последующих её модификаций (КС-1, КС-12 и т. д.), но и более ранних орудий: 76-мм зенитных пушек обр. 1931 г. и обр. 1938 г. Внешне данные прицелы неотличимы и не имеют различий в устройстве и комплектности. Единственное отличие — это надпись на крышке корпуса. У прицелов для 76-мм зенитных пушек там нанесена соответствующая надпись. Однако с появлением 85-мм зенитной пушки надписи о принадлежности к конкретному типу орудия наносить перестали и прицелы ПО-1 фактически стали едиными и унифицированными для всех трёх орудий.

### Электрическая часть пушки
Электрическая часть пушки состоит из двух связанных систем: синхронная передача на принимающие приборы ПУАЗО и система освещения.
Системы связаны через распределительную коробку системы освещения и орудийный распределительный ящик (ОРЯ), так как питание для освещения шкал принимающих приборов ПУАЗО берётся от системы освещения орудия, а не от самого ПУАЗО.

#### Система освещения
На 76-мм зенитной пушке обр.1938 г. и 85-мм зенитной пушке обр. 1939 г. «Заря» или «Заря-II».
Система освещения служит для освещения во время ночной стрельбы шкал орудийных принимающих приборов ПУАЗО или прицельных приспособлений орудия, а также шкал колец дистанционных трубок снарядов и уровней горизонтирования.
При полуавтоматическом способе стрельбы освещаются шкалы орудийных принимающих приборов: азимута, угла возвышения и трубки.
При простейшем способе стрельбы освещаются следующие 7 точек прицельных приспособлений: шкала азимутального лимба; шкала дуги возвышения; шкала барабана горизонтального упреждения; шкала барабана углов прицеливания; шкала барабана углов места цели; шкала барабана вертикального упреждения; перекрестие оптического визира, а также шкалы подвижных колец дистанционных трубок снарядов
Система освещения приспособлена для работы в любых атмосферных условиях (дождь, снег, мороз).

#### Элементы синхронной передачи ПУАЗО-3
Синхронная передача ПУАЗО-3 предназначена для передачи управляющих сигналов от прибора управления артиллерийским зенитным огнём ПУАЗО-3 на принимающие приборы орудия, а именно на «электрические» стрелки приборов. Передача происходит от ПАУЗО по кабелю через центральный распределительный ящик (ЦРЯ) от которого на каждое из орудий батареи идёт свой кабель. Такая система необходима из-за того, что ПУАЗО и дальномер как правило располагаются на некотором отдалении от позиций батареи. Далее кабель от ЦРЯ подключается к орудийному распределительному ящику (ОРЯ) через тумбовый кабель.
Оборудование системы синхронной передачи орудия составляют:
1) тумбовый кабель длиной 4,2 м;
2) орудийный распределительный ящик (ОРЯ);
3) семижильный кабель для соединения принимающего углы возвышения с ОРЯ;
4) семижильный кабель для соединения принимающего азимут с ОРЯ;
5) семижильный кабель для соединения принимающего взрыватели с ОРЯ;
6) принимающий углы возвышения;
7) принимающий азимут;
8) принимающий взрыватели.
Тумбовый кабель длиной 4,2 м проходит через тумбу орудия; на одном конце кабеля имеется вилка, а на другом — разделка для монтажа в орудийном распределительном ящике (ОРЯ).
Орудийный распределительный ящик (ОРЯ) распределяет питание синхронной передачи между принимающими приборами; через него распределяется также по принимающим приборам ток освещения.
Три кабеля от ОРЯ к принимающим приборам имеют по 7 жил: три жилы — для передачи данных ПУАЗО, две жилы для освещения принимающих приборов и две жилы запасные.

## Производство

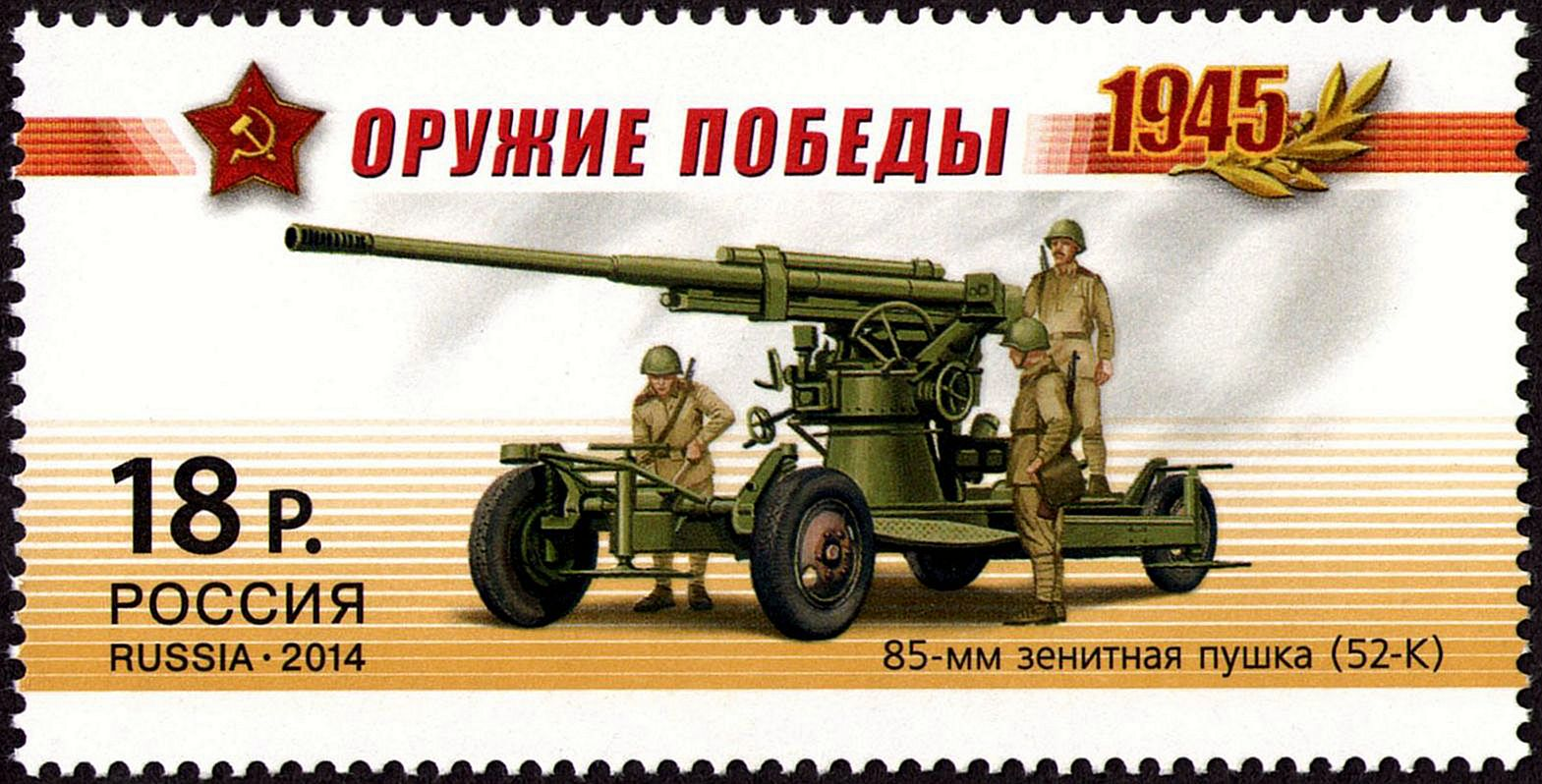
Почта России, 2014 г. Оружие Победы.

| Производитель     | 1939 | 1940 | 1941 | 1942 | 1943 | 1944 | 1945 | Всего |
| ----------------- | ---- | ---- | ---- | ---- | ---- | ---- | ---- | ----- |
| № 8 (Калининград) | 20   | 940  | 3319 |      |      |      |      | 4279  |
| № 8 (Свердловск)  |      |      | 52   | 2761 | 3715 | 1903 | 712  | 9143  |
| Всего             | 20   | 960  | 3371 | 2761 | 3715 | 1903 | 712  | 13442 |

| Производитель     | 1-е полугодие | июль | август | сентябрь | октябрь | ноябрь | декабрь | Всего |
| ----------------- | ------------- | ---- | ------ | -------- | ------- | ------ | ------- | ----- |
| № 8 (Калининград) | 1670          | 449  | 500    | 500      | 200     |        |         | 3319  |
| № 8 (Свердловск)  |               |      |        |          |         |        | 52      | 52    |
| Всего             | 1670          | 449  | 500    | 500      | 200     |        | 52      | 3371  |

## Характеристики
| Главнейшие числовые данные 85-мм зенитной пушки обр. 1939 г. | Главнейшие числовые данные 85-мм зенитной пушки обр. 1939 г. | Главнейшие числовые данные 85-мм зенитной пушки обр. 1939 г. |
| № по пор.                                                    | Наименование | Числовые данные                                              |
| ------------------------------------------------------------ | --- | ------------------------------------------------------------ |
|                                                              | I. Баллистические данные |                                                              |
| 1                                                            | Начальная скорость (осколочной зенитной гранаты) | 800 м/сек                                                    |
| 2                                                            | Максимальное давление пороховых газов в канале ствола | 2550 кг/см2                                                  |
| 3                                                            | Вес гранаты со взрывателем Т-5 | 9,2 кг                                                       |
| 4                                                            | Вес заряда | 2,48 кг                                                      |
| 5                                                            | Вес патрона | 16,00 кг                                                     |
| 6                                                            | Наибольшая досягаемость по высоте (потолок при угле возвышения 82°) | около 10,5 км                                                |
| 7                                                            | Максимальная горизонтальная дальность (при угле возвышения 45°) | около 15,5 км                                                |
|                                                              | II. Конструктивные данные |                                                              |
| 8                                                            | Калибр | 85 мм                                                        |
| 9                                                            | Длина ствола | 4693 мм (55,2 калибра)                                       |
| 10                                                           | Длина канала | 4146 мм                                                      |
| 11                                                           | Длина нарезной части | 3496 мм                                                      |
| 12                                                           | Угол наклона нарезов (крутизна постоянная) | 7° 09'                                                       |
| 13                                                           | Число нарезов | 24                                                           |
| 14                                                           | Ширина нарезов | 7,5 мм                                                       |
| 15                                                           | Ширина поля | 3,62 мм                                                      |
| 16                                                           | Глубина нарезов | 0,85 мм                                                      |
| 17                                                           | Высота линии огня (минимальная) | 1450 мм                                                      |
| 18                                                           | Максимальная скорострельность (технически возможная) | до 20 выстрелов в минуту                                     |
| 19                                                           | Горизонтальный обстрел | ±720°                                                        |
| 20                                                           | Вертикальный обстрел | от −3° до +82°                                               |
| 21                                                           | Угловые скорости наводки на один оборот маховика: а) для пушек с одной скоростью наводки: — вертикальная — горизонтальная б) для пушек с двумя скоростями наводки: — вертикальная первая — вертикальная вторая — горизонтальная первая — горизонтальная вторая | а) 2° 5° б) 1,2° 3,65° 3° 7°                                 |
| 22                                                           | Наибольшая скорость отката: при 0° при 82° | 8,0 м/сек 7,8 м/сек                                          |
| 23                                                           | Длина отката при 0° при 82° | Переменная от 950 до 1150 мм от 600 до 700                   |
| 24                                                           | Наибольшее давление жидкости в тормозе | 110 кг/см2                                                   |
| 25                                                           | Наибольшее давление в накатнике | 86,5 кг/см2                                                  |
| 26                                                           | Предварительное давление в накатнике | 48-50 кг/см2                                                 |
| 27                                                           | Объём жидкости в тормозе отката | 7,1 л                                                        |
| 28                                                           | Объём жидкости в накатнике | 10,8 л                                                       |
| 29                                                           | Клиренс на колёсах ЗИС-5 | 400 мм                                                       |
| 30                                                           | Поворот передних колёс в горизонтальной плоскости | ±45°                                                         |
| 31                                                           | Поворот задних колёс: платформа ЗУ-13 платформа ЗУ-8 | 0° ±30°                                                      |
| 32                                                           | Независимость ходов | ±12°                                                         |
| 33                                                           | Угол горизонтирования | 4°                                                           |
| 34                                                           | База платформы (между осями колёс) | 4000 мм                                                      |
| 35                                                           | Ширина хода | 1800 мм                                                      |
| 36                                                           | Угол поперечной устойчивости на походе | 30°                                                          |
| 37                                                           | Минимальный радиус поворота, описываемый внешними колёсами (при повёрнутых до отказа передних колёсах) | около 6800 мм                                                |
|                                                              | III. Весовые данные |                                                              |
| 38                                                           | Вес пушки в походном и боевом положениях: — на платформе ЗУ-8 без щитового прикрытия — на платформе ЗУ-13 без щитового прикрытия — со щитовым прикрытием | около 4300 кг около 4600 кг около 4900 кг                    |
| 39                                                           | Вес ствола с затвором | 915 кг                                                       |
| 40                                                           | Вес откатных частей | 940 кг                                                       |
| 41                                                           | Вес платформы ЗУ-13 | 2400 кг                                                      |
|                                                              | IV. Габаритные данные |                                                              |
| 42                                                           | Длина пушки в походном положении | около 7000 мм                                                |
| 43                                                           | Высота пушки в походном положении: без щитового прикрытия со щитовым прикрытием | около 2250 мм около 2510 мм                                  |
| 44                                                           | Ширина пушки в походном положении: по колпакам колёс по крайним точкам щитового прикрытия | 2150 мм 2200 мм                                              |
| 45                                                           | Высота системы в боевом положении при угле 0°: без щитового прикрытия со щитовым прикрытием при угле 82° | 1800 мм 2060 мм 5530 мм                                      |
| 46                                                           | Длина пушки в боевом положении | около 5260 мм                                                |
| 47                                                           | Ширина пушки в боевом положении | 4750 мм                                                      |
|                                                              | V. Эксплуатационные данные |                                                              |
| 48                                                           | Время перевода из походного положения в боевое | 1,2 мин                                                      |
| 49                                                           | Время перевода из боевого положения в походное | 1,5 — 2 мин                                                  |
| 50                                                           | Скорость передвижения: по асфальтированному шоссе по булыжной мостовой и грунтовым дорогам без дорог | до 50 км/ч до 25 км/ч до 10 км/ч                             |
| 51                                                           | Тягач | автомобиль или трактор                                       |

## Модернизация
| Основные конструктивные отличия 85-мм зенитных пушек обр. 1939 г. различных годов изготовления | Основные конструктивные отличия 85-мм зенитных пушек обр. 1939 г. различных годов изготовления | Основные конструктивные отличия 85-мм зенитных пушек обр. 1939 г. различных годов изготовления | Основные конструктивные отличия 85-мм зенитных пушек обр. 1939 г. различных годов изготовления |
| № по пор.                                                                                      | Наименование агрегатов                                                                         | Основные конструктивные отличия агрегатов | С какого времени введены изменения                                                             |
| ---------------------------------------------------------------------------------------------- | ---------------------------------------------------------------------------------------------- | --- | ---------------------------------------------------------------------------------------------- |
| 1                                                                                              | Ствол                                                                                          | Вместо ствола, состоящего из кожуха и свободной трубы, ставят ствол-моноблок | С 1943 г.                                                                                      |
| 2                                                                                              | Полуавтоматика                                                                                 | а) Зуб инерционного стакана упирается в упор 324. б) Зуб инерционного стакана упирается в выступ короба 335 полуавтоматики. в) Отменён стопор крепления по походному. г) Отменена полуавтоматика инерционно-механического типа и введена полуавтоматика механического (копирного) типа. Примечание: у пушек с полуавтоматикой механического (копирного) типа перед номером пушки ставят К.                                                               | б) С 1942 г. в) С 1942 г. г) С 1944 г.                                                         |
| 3                                                                                              | Люлька                                                                                         | а) Аннулированы роликовые подшипники в цапфах задней обоймы люльки и заменены бронзовыми подшипниками (втулки 181 в обоймах). б) Изменена форма отливки задней обоймы люльки. в)Введены штампо-сварные конструкции передней обоймы сб.24, передней связи 95, люльки зубчатого сектора сб.20, связи обоймы с люлькой и угольников. Штампо-сварные сборки служат дублёрами аналогичных литых деталей. г) Введена маслёнка для подачи смазки в бугель сб.7. | а) С 1942 г. б) С 1943 г. в) С 1943 г. г) С 1943 г.                                            |
| 4                                                                                              | Тормоз отката                                                                                  | а) Между гайкой 8 и крышкой проложена бронзовая шайба 72. б) Промежуточная втулка 51 изготавливается из стали вместо бронзы. в) Колпак 2 имеет две грани под ключ вместо шести. г) На цилиндре снаружи вместо шестигранника для ключа сделаны лыски. д) Укорочено ныряло. е) Изменена регулирующая втулка (шайба). | а) С 1942 г. б) С 1942 г. в) - г) С 1944 г. д) - е) С 1944 г.                                  |
| 5                                                                                              | Накатник                                                                                       | а) Многие детали переведены на штамповку. б) Внутренний цилиндр накатника сб.30 изготавливается из трубы и втулки, запрессованной и приваренной к трубе. в) Аннулирован колпак 83 и винт 84, закрывающие гайку накатника. г) Введён механизм автоматической регулировки скорости наката. | а) - б) С 1942 г. в) С 1942 г. г) С 1944 г.                                                    |
| 6                                                                                              | Уравновешивающий механизм                                                                      | Уравновешивающий механизм выпускавшийся под номером сб.07, упрощён и выпускается под номером сб.57 | С 1942 г.                                                                                      |
| 7                                                                                              | Вертлюг                                                                                        | а) Введено упрощённое сидение. б) Счётчик числа оборотов смонтирован в приводе к принимающему азимут. в) Упрощена подножка. г) Вертлюг вместо клёпаных щёк имеет литые щёки. | а) С 1942 г. б) - в) - г) С 1943 г.                                                            |
| 8                                                                                              | Подъёмный и поворотный механизмы                                                               | Пушки выпускались с подъёмным и поворотным механизмами, имеющими две скорости наводки, а затем стали выпускаться с подъёмным и поворотным механизмами, имеющими одну скорость наводки. | С 1942 г.                                                                                      |
| 9                                                                                              | Прицельные приспособления                                                                      | а) Пушки выпускались с новым упрощённым прицелом правой и левой стороны. Этот прицел имеет зависимую линию прицеливания и значительно проще старого прицела. б) Прицел с зависимой линией прицеливания заменён прицелом с независимой линией прицеливания и наклонным столом угломера. | а) С 1942 г. б) С 1944 г.                                                                      |
| 10                                                                                             | Привод к принимающему азимут                                                                   | На валике привода смонтирован счётчик число оборотов вертлюга, который раньше собирался на вертлюге. | С 1942 г.                                                                                      |
| 11                                                                                             | Привод к принимающему углы возвышения                                                          | Введена маслёнка для смазки валика. | С 1942 г.                                                                                      |
| 12                                                                                             | Щитовое прикрытие                                                                              | Пушки стали выпускаться со щитовыми прикрытиями. | С 1943 г.                                                                                      |
| 13                                                                                             | Тумба                                                                                          | Введён фрикционный тормоз взамен ленточного. | С конца 1943 г.                                                                                |
| 14                                                                                             | Платформа                                                                                      | Платформа ЗУ-8 модернизирована и переименована в ЗУ-13, которая отличается следующим: — изменены механизмы подрессоривания; — рама и откидные упоры изготовлены из швеллерных балок; — отменён привод поворота задних колёс; — изменён привод передних колёс; — изменено стопорение откидных упоров; — изменены оси ходов. | С конца 1942 г.                                                                                |

Дальнейшим развитием и продолжением модернизации 85-мм зенитной пушки обр. 1939 года 52-К стали 85-мм зенитные орудия КС-12 и КС-1 (52-П-366). Однако они не имели кардинальных отличий от предшественника, а подошедшая к концу война сильно ограничила их выпуск.

## Расчёт батареи и дивизиона
У 76-мм зенитных пушек обр. 1938 г. и 85-мм зенитных пушек обр. 1939 г. батарея состоит из взвода управления, огневого взвода и хозяйственного отделения. Взвод управления состоит из отделения разведки и отделения связи. Огневой взвод состоит из огневого отделения, приборного отделения, дальномерного отделения, отделения тяги и пулемётного отделения. Подвижной состав батареи состоит из орудий, тракторов, специальных грузовых и легковых машин.
Нумерация материальной части: орудиям батареи присваиваются постоянные порядковые номера. Тракторам и тракторным прицепкам присваиваются номера тех орудий при которых они состоят. Автомашинам и мотоциклам присваиваются постоянные порядковые номера. На огневой позиции орудия устанавливаются, как правило, в порядке их номеров, справа налево. В командах и приказаниях орудия именуются присвоенными им порядковыми номерами.
Дивизион состоит из штаба, трёх батарей, взвода боевого питания (ВБП), паркового взвода и подразделений обслуживания. Организация дивизиона определяется штатом.

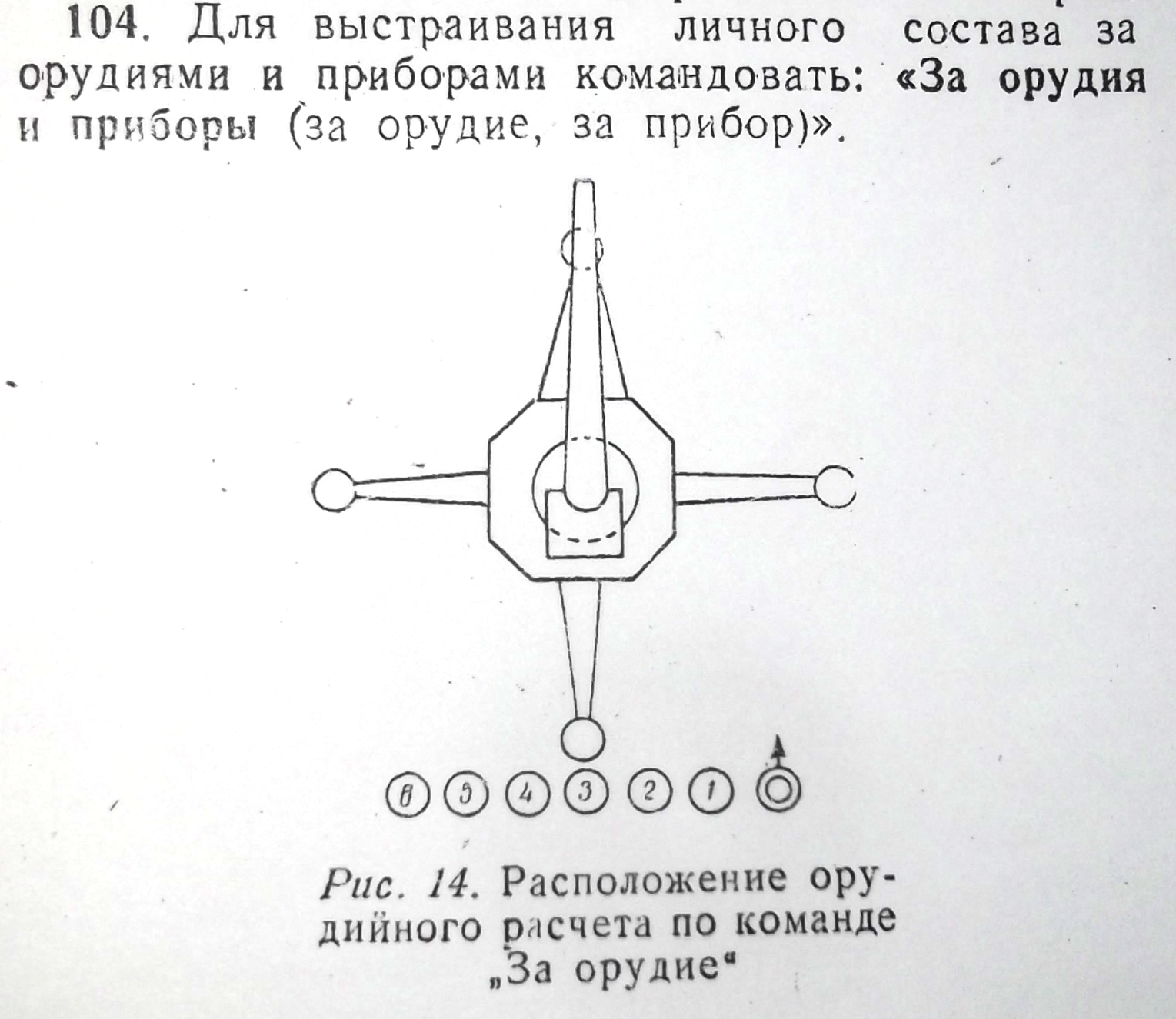
Расположение орудийного расчёта по команде «За орудие»

### Расчёт пушки и его обязанности
Для боевой работы у орудия назначаются командир орудия и шесть орудийных* номеров:
*все номера в уставе названы «орудийными», чтобы отличать их от номеров приборного и дальномерного отделений
(1) первый орудийный номер — наводчик (совмещающий азимут);
Наводчик размещается на сиденье справа от орудия, наводит по горизонтали (азимуту) и работает с оптическим прицелом ПО-1. «Совмещающий азимут» он потому что совмещает «механические» стрелки с «электрическими» стрелками прибора принимающего азимут от ПУАЗО, в случае работы по ПУАЗО, а не по оптическому прицелу или наводке по данным. На самом деле, практически во всех случаях кроме работы по ПУАЗО производит наводку одновременно и по вертикали и по горизонтали, просто при наводке по вертикали он устанавливает только необходимое положение прицела/орудия, а непосредственно подъём/опускание ствола (КЧ) производит номер четыре. Принимает от командира команду на открытие огня, но само приказание заряжающему на выстрел («Огонь!») отдаёт именно он, так как он сам определяет наведено ли орудие, нужный ли для выстрела момент.
(2) второй орудийный номер — заряжающий;
Производит все манипуляции с затвором как то открывание, заряжание/разряжание, выстрел и т. д. В большинстве ситуаций производит выстрел по команде наводчика, а не командира, так как именно наводчик определяет подходящий для выстрела (цель в прицеле, орудие наведено) момент.

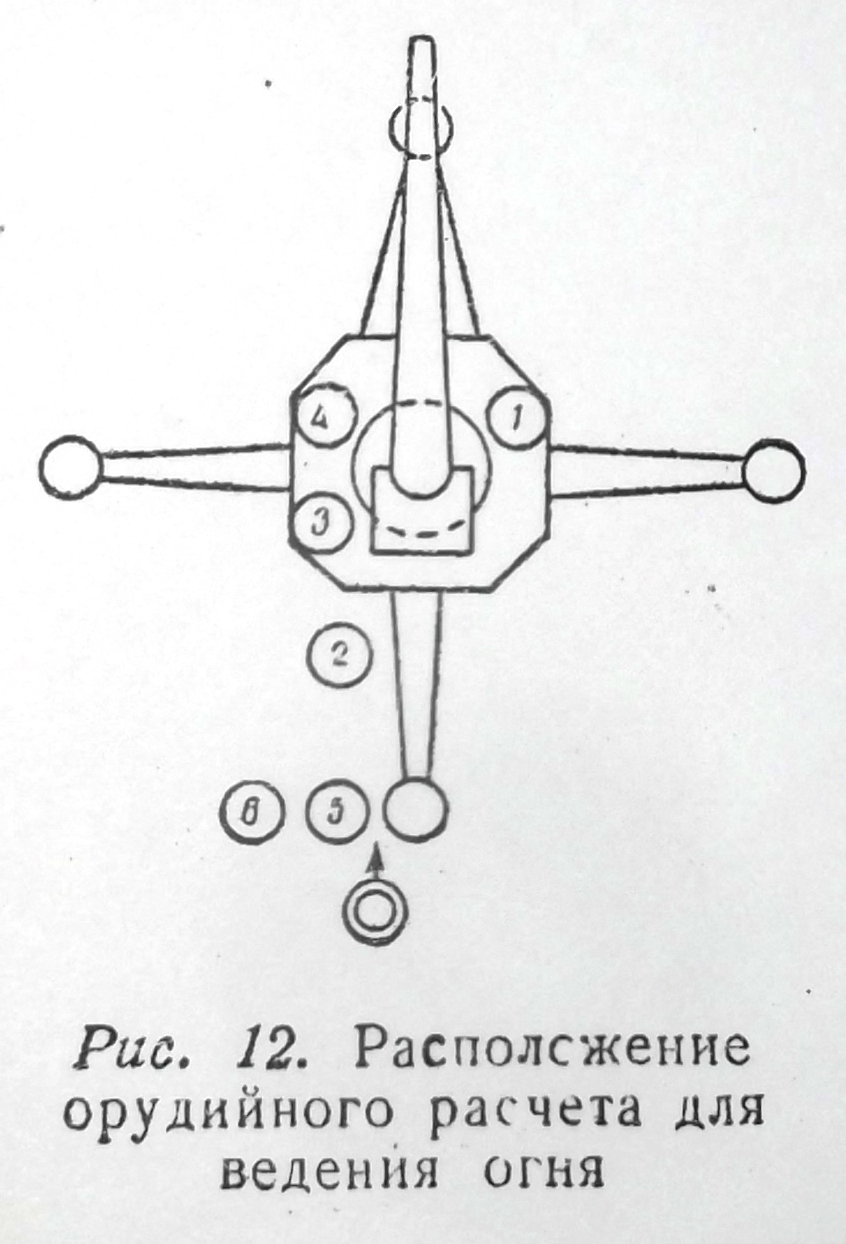
Расположение орудийного расчёта для ведения огня

(3) третий орудийный номер — считывающий трубку (установщик бокового упреждения и прицела);
При работе орудия основным способом — то есть по ПУАЗО:
а) либо непрерывно читает с прибора вслух установки дистанционных трубок зенитных снарядов (называет цифру, которую установщики ключами выставляют на трубках типа Т-5);
б) при наличии на орудии установщика взрывателей — непрерывно совмещает стрелки на приборе принимающем взрыватель.
```
При работе орудия без ПУАЗО занимает место перед наводчиком, с правой стороны прицела лицом к нему и вносит упреждения/поправки в установку прицела с помощью барабанчиков правой стороны прицела.
```

(4) четвёртый орудийный номер — совмещающий угол возвышения и вертикального упреждения;
Как бы «наводчик» который находится с левой стороны орудия, отвечает за вертикальную наводку орудия. Но сам как таковую наводку не осуществляет, так как либо совмещает «механические» стрелки с «электрическими» стрелками при работе по ПУАЗО, либо совмещает по лимбу вертикальной наводки свой указатель с указателем, которым управляет наводчик (первый номер). То есть фактически он только поднимает и опускает ствол (КЧ) в необходимое положение, которое ему задаёт кто-то другой. При необходимости вносит в установку прицела свои поправки (они размечены на указателе).
(5) пятый орудийный номер — первый установщик трубки;
(6) шестой орудийный номер — второй установщик трубки.
Номер 5 и 6 выполняют одинаковые функции — достают из ящиков патроны (снаряды), при необходимости устанавливают скомандованное значение на дистанционной трубке (Т-5 и др.) зенитного снаряда, подготавливают их к выстрелу и подают заряжающему. При наличии на орудии установщика взрывателей, работают с ним, а не ручными ключами. При необходимости подающих снаряды может быть и больше — им в помощь могут быть приданы некоторые номера приборного отделения.

## Характеристики и свойства боевых припасов
- Заряжание: унитарное
- Досягаемость по высоте, м: 10 230

| Дальность, м | Толщина пробиваемой брони, мм | Толщина пробиваемой брони, мм | Примечание                                                                                               |
| Дальность, м | при угле встречи 90°          | при угле встречи 60°          | Примечание                                                                                               |
| ------------ | ----------------------------- | ----------------------------- | --- |
| 100          | 119                           | 97                            | Бронепробиваемость рассчитана по формуле Жакоб де-Марра для цементированной брони с коэффициентом К=2400 |
| 250          | 114                           | 94                            | Бронепробиваемость рассчитана по формуле Жакоб де-Марра для цементированной брони с коэффициентом К=2400 |
| 500          | 111                           | 91                            | Бронепробиваемость рассчитана по формуле Жакоб де-Марра для цементированной брони с коэффициентом К=2400 |
| 750          | 107                           | 87                            | Бронепробиваемость рассчитана по формуле Жакоб де-Марра для цементированной брони с коэффициентом К=2400 |
| 1000         | 102                           | 83                            | Бронепробиваемость рассчитана по формуле Жакоб де-Марра для цементированной брони с коэффициентом К=2400 |
| 1500         | 93                            | 76                            | Бронепробиваемость рассчитана по формуле Жакоб де-Марра для цементированной брони с коэффициентом К=2400 |
| 2000         | 85                            | 69                            | Бронепробиваемость рассчитана по формуле Жакоб де-Марра для цементированной брони с коэффициентом К=2400 |
| 2500         | 77                            | 63                            | Бронепробиваемость рассчитана по формуле Жакоб де-Марра для цементированной брони с коэффициентом К=2400 |
| 3000         | 70                            | 57                            | Бронепробиваемость рассчитана по формуле Жакоб де-Марра для цементированной брони с коэффициентом К=2400 |

| Унитарные патроны к 85-мм зенитной пушке обр. 1939 г.: виды снарядов, зарядов и их основные характеристики | Унитарные патроны к 85-мм зенитной пушке обр. 1939 г.: виды снарядов, зарядов и их основные характеристики | Унитарные патроны к 85-мм зенитной пушке обр. 1939 г.: виды снарядов, зарядов и их основные характеристики | Унитарные патроны к 85-мм зенитной пушке обр. 1939 г.: виды снарядов, зарядов и их основные характеристики | Унитарные патроны к 85-мм зенитной пушке обр. 1939 г.: виды снарядов, зарядов и их основные характеристики | Унитарные патроны к 85-мм зенитной пушке обр. 1939 г.: виды снарядов, зарядов и их основные характеристики | Унитарные патроны к 85-мм зенитной пушке обр. 1939 г.: виды снарядов, зарядов и их основные характеристики | Унитарные патроны к 85-мм зенитной пушке обр. 1939 г.: виды снарядов, зарядов и их основные характеристики | Унитарные патроны к 85-мм зенитной пушке обр. 1939 г.: виды снарядов, зарядов и их основные характеристики | Унитарные патроны к 85-мм зенитной пушке обр. 1939 г.: виды снарядов, зарядов и их основные характеристики | Унитарные патроны к 85-мм зенитной пушке обр. 1939 г.: виды снарядов, зарядов и их основные характеристики | Унитарные патроны к 85-мм зенитной пушке обр. 1939 г.: виды снарядов, зарядов и их основные характеристики |
| Патрон | Патрон | Снаряд | Снаряд | Снаряд | Снаряд | Снаряд | Боевой заряд | Максимальное давление в кг/см2                                                                             | Начальная скорость м/сек                                                                                   | Укупорка                                                                                                   | Укупорка                                                                                                   |
| Индекс | Вес в кг                                                                                                   | Наименование                                                                                               | Индекс | вес окон- чательно снаряжён- ного сна- ряда в кг                                                           | Вес разрыв- ного заряда в кг (около)                                                                       | Взрыва- тель                                                                                               | Боевой заряд | Максимальное давление в кг/см2                                                                             | Начальная скорость м/сек                                                                                   | Количество выстрелов в ящике                                                                               | Вес ящика с патронами в кг                                                                                 |
| --- | --- | --- | --- | --- | --- | --- | --- | --- | --- | --- | --- |
| УО-365 | 16,0 | Осколочный зенитный                                                                                        | О-365 | 9,2 | 0,660 (ТДУ - тротил-ды- моусилитель 0,120 кг)                                                              | Т-5 | 1) Полный постоянный из пироксилинового пороха марки 14/7 или 12/7, весом 2,48 кг, в картузе и гильзе, с воспламенителем из дымного пороха, размеднителем из свинцовой проволоки и флегматизатором. (марка пороха 14/7 и 12/7 означает: числитель — примерную толщину горящего свода в десятых долях миллиметра; знаменатель: число каналов к пороховом зерне) 2) Полный беспламенный заряд* из пироксилинового пороха марки 14/7, весом 2,48 кг, в гильзе (без картуза), без воспламенителя и флегматизатора, но с размеднителем. 3) Полный постоянный из нитроглицеринового пороха марки НДТ-3 14/1 или НДТ-3 17/1, весом 2,6 кг, в гильзе (без картуза), без флегматизатора, с воспламенителем и размеднителем. 3) Полный постоянный комбинированный из зернённого пороха марок** 14/7 ОД*** или 12/7 ОД*** и трубчатого или кордитного пороха марок: 18/1 ТР или WMT 211/100 в количестве не менее 12 % от общего веса заряда или WM 130/30,5 17/1 ОД или НДТ-3 16/1 в количестве 20-21 % от общего веса заряда или МК 17/1 Вес комбинированного заряда в зависимости от партий пороха колеблется в пределах 2,6-2,8 кг Заряд в картузе с воспламенителем из дымного ружейного пороха, с размеднителем из свинцовой проволоки, без флегматизатора | 2550 | 800 | 4 | 80,0 |
| УО-365 | 16,0 | Осколочный зенитный                                                                                        | О-365 | 9,2 | То же | механиче- ский ди- станцион- ный                                                                           | То же, кроме полного беспламенного заряда (2) | 2550 | 800 | 4 | 80,0 |
| УО-365К | 16,3 | Осколочный зенитный (с переходной головкой под взрыватель КТМ-1)                                           | О-365 | 9,54 | То же | КТМ-1 КТМЗ-1                                                                                               | То же, кроме полного беспламенного заряда (2) | 2550 | 793 | 4 | 83,0 |
| УО-365К | 16,3 | Осколочный цельно- корпусный                                                                               | О-365К | 9,54 | 0,740 | КТМ-1 КТМЗ-1                                                                                               | То же, кроме полного беспламенного заряда (2) | 2550 | 793 | 4 | 83,0 |
| УБР-365К                                                                                                   | 16,0 | Бронебойно-трасси- рующий (остроголо- вый)                                                                 | БР-365К | 9,2 | 0,048 | МД-8 | 1) Полный постоянный из пироксилинового пороха марки 14/7* или 12/7, весом 2,48 кг, в картузе и гильзе, с воспламенителем из дымного пороха, размеднителем из свинцовой проволоки, но без флегматизатора. 2) 14/7 + 18/1 ТР | 2550 | 800 | 4 | 80,0 |
| УБР-365 | 16,0 | Бронебойно-трасси- рующий                                                                                  | БР-365 | 9,2 | 0,164 | МД-7 | То же | 2550 | 800 | 4 | 81,0 |
| | | Подкалибреный бро- небойно-трассирую- щий                                                                  | БР-365П | 4,99 | - | - | 1) Заряд из пироксилинового пороза марки 12/7, весом 2,845 кг в картузе и гильзе, с воспламенителем и размеднителем, без флегматизатора. 2) Полный постоянный из пороха 14/7 | 2550 | 1050 | 4 | 65,2 |

*В выстрелах с дистанционными гранатами (осколочные, зенитные гранаты с Т-5 или механическими дистанционными взрывателями) могут быть беспламенные заряды из пороха марки 14/7 с добавочным пламегасителем и центральной трубкой, заполненной пороховыми цилиндриками.
**Комбинированные заряды с пламегасителями не собираются.
***ОД- «особой доставки», то есть порох поставленный по Лэнд-Лизу.

### Особенности использования боеприпасов, содержащих импортные пороха.
С 1942 на гильзах, крышках ящиков, а также в наставлениях начали делать особые отметки о патронах (снарядах) содержащих в составе заряда импортные пороха.
А позже и вовсе запрещалась стрельба из 85-мм пушек:
1. Патронами с зарядами, содержащими один зернённый порох 12/7 ОД, 14/7 ОД или 15/7 ОД без добавки трубчатого пороха (например 18/1 ТР). Эти патроны имеют отличительные надписи: на гильзе — «Стрелять летом», на крышке ящика — «Использовать при плюсовых температурах». Также запрещается стрельба патронами с зарядами из зернённого пороха 14/7 ОД без добавки трубчатого пороха, не имеющего на гильзе и крышках ящиков ограничительных надписей, указанных выше. Такие патроны можно отличить лишь по маркировке на гильзе.
2. При минусовых температурах патронами с неизвестной маркировкой на гильзах.[8]

Виктор Иванович Демидов в своей книге «Снаряды для фронта» так описывает ситуацию с порохами «ОД»:
-А с технологией производства порохов они (прим. США) определённо что-то сплутовали,- прокомментировал и полковник Александр Дмитриевич Егоров.- Помните эти пороха?.. В маркировке у них ставились две буквы — «ОД», особая доставка. Наделала у нас шуму эта самая «особая доставка». Представляете, при стрельбе вдруг — выскоки давления, а в результате прорыв пороховых газов через затвор, на гильзах — трещины… И ведь до чего хитро делали: при приёмке — всё нормально, а полежат немного и дают выскоки. Переэкономили на нас, определённо переэкономили: пропустили какие-то технологические операции…
Американские пороха плохо работали и в пушках, и в миномётах, и в реактивных снарядах.
«…Импортные пороха не всегда были пригодными для боевого использования в связи с их неудовлетворительными свойствами,- писал известный в годы войны наш пороховик заслуженный деятель науки и техники РСФСР, профессор генерал-майор-инженер в отставке Иван Васильевич Тишунин.- Так, применение отечественного пироксилинового пороха марки 14/7 в 85- и 122-мм пушках давало отличные баллистические результаты в любых климатических условиях. При использовании американского пороха 14/7NH в этих же орудиях при низкой температуре имело место появление трещин в стволах и казённиках вследствие возникновения аномально высокого давления пороховых газов. Оказалось, что американские пороха по сравнению с отечественными имели меньшую механическую прочность и худшую воспламеняемость… Для их нормального функционирования потребовалась разработка специальной системы воспламенения. Неожиданно зимой 1941/42 года при стрельбе из миномётов во фронтовых условиях стали наблюдаться раздутия и разрывы стволов, сопровождавшиеся нанесением ущерба боевому расчёту.
Исследованием причин и методов борьбы с этими явлениями занимались специалисты Артиллерийской академии имени Ф. Э. Дзержинского, Академии наук СССР и ГАУ. Было установлено, что порох „НБ“ (американский.- В.Д.), применявшийся в зарядах миномётов, при низкой температуре переходил в стеклообразное состояние, становился хрупким и при действии на него струи газов воспламенения дробился на мелкие частицы…Это увеличивало давление в стволе в 2-3 раза против расчётного…» Для увеличения запаса пороха для «катюш», писал далее И. В. Тинушин, был выдан заказ одной из фирм США с указанием состава пороха, его формы, размеров и технологии. «Доставленный из США порох с индексом „НОД“ имел удовлетворительный состав и размеры, но оказался непригодным для стрельбы, так как горел аномально и проводил в разрыву ракетных камер при старте и в полёте. По-видимому, американская технология изготовления пороха „НОД“ не обеспечивала требуемых механических свойств».

Взятые «взаймы» пороха пришлось пускать лишь на добавки к нашим. И то — осторожно.
Из чего можно сделать вывод, что даже попытка использовать заряды с порохом «ОД» только летом всё равно не давала требуемого результата и для безопасного их использования даже только летом требовалась добавка к ним трубчатого пороха, а использование такого пороха при низких температурах, свойственных основной части фронтов Великой Отечественной войны, и вовсе могло приводить к выходу из строя пушек и потерям среди личного состава.

## На вооружении
- Замбия — 16 КС-12 (M-1939), по состоянию на 2021 год[10]

## Упоминания в культуре
- У твоего порога (фильм)

## Сохранившиеся экземпляры и их особенности
- Музей-полигон бронетанковых войск США в Абердине. Установлено зенитное орудие позднего выпуска с бронещитом позднего образца (с 1945 г.). Накатник неисправен (ствол в откате).
- Несколько единиц в Артиллерийском музее г. Санкт-Петербурга.
- 1 зенитное орудие находится как памятник в г. Череповец Вологодской области. Называется: Памятный знак в честь воинов 385 отдельного зенитного артиллерийского дивизиона противовоздушной обороны

## Галерея

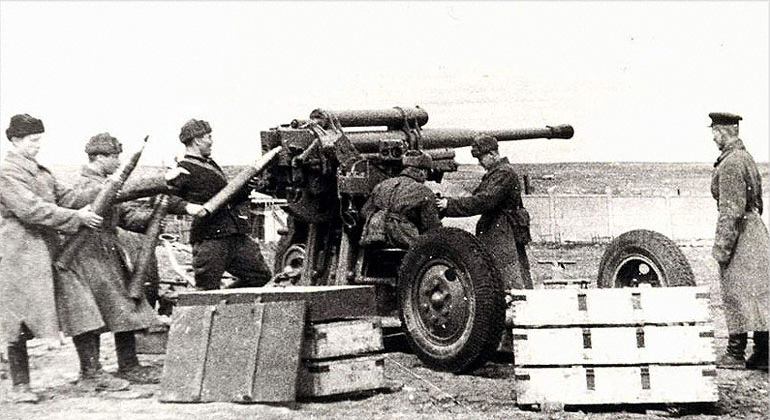
Расчёт 85-мм зенитного орудия 52-К 6-й батареи 732-го зенитно-артиллерийского полка на рубежах обороны города Тулы, октябрь 1941 год.
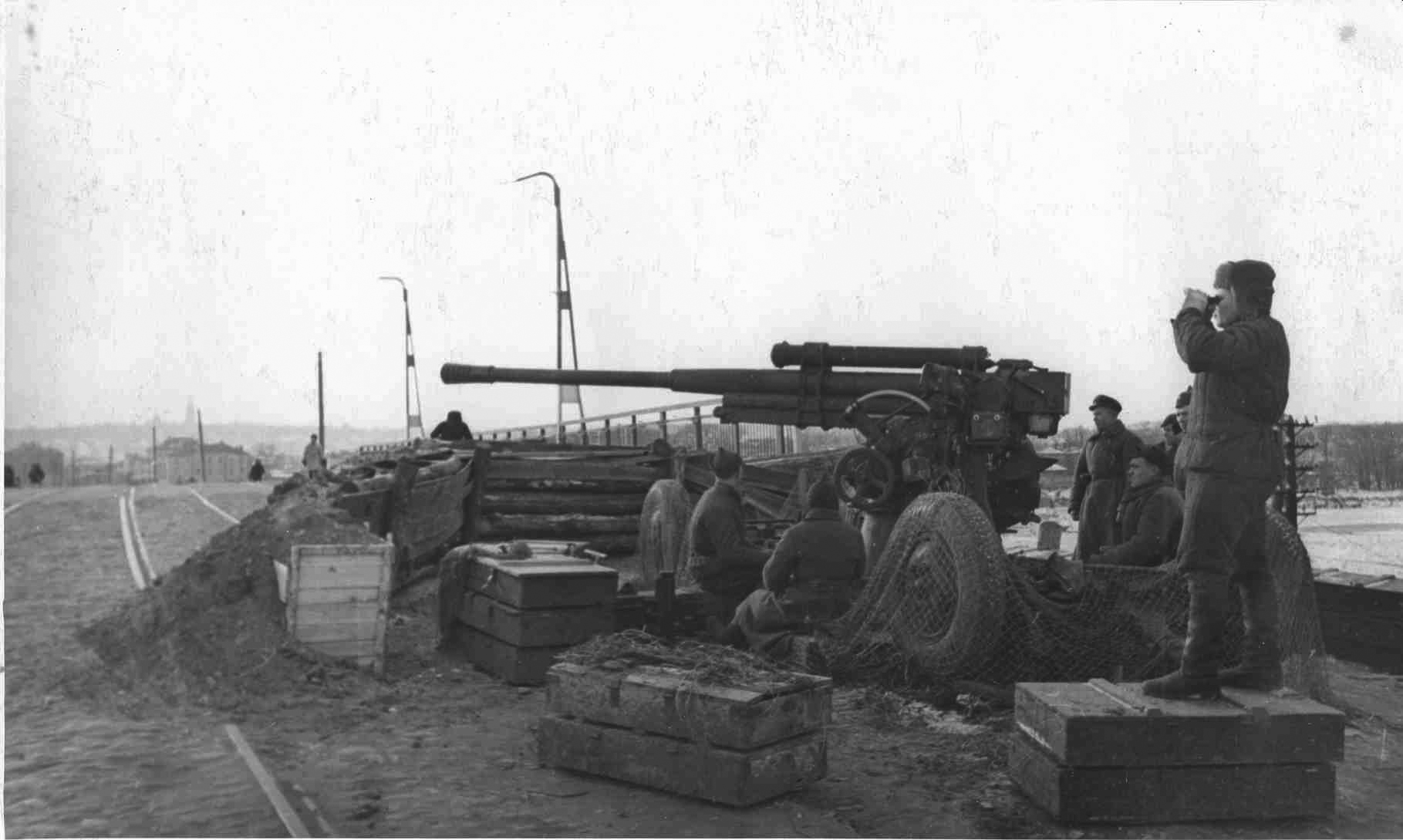
85-мм зенитное орудие 52-К 6-й батареи на Пролетарском мосту в Туле, октябрь 1941 года.
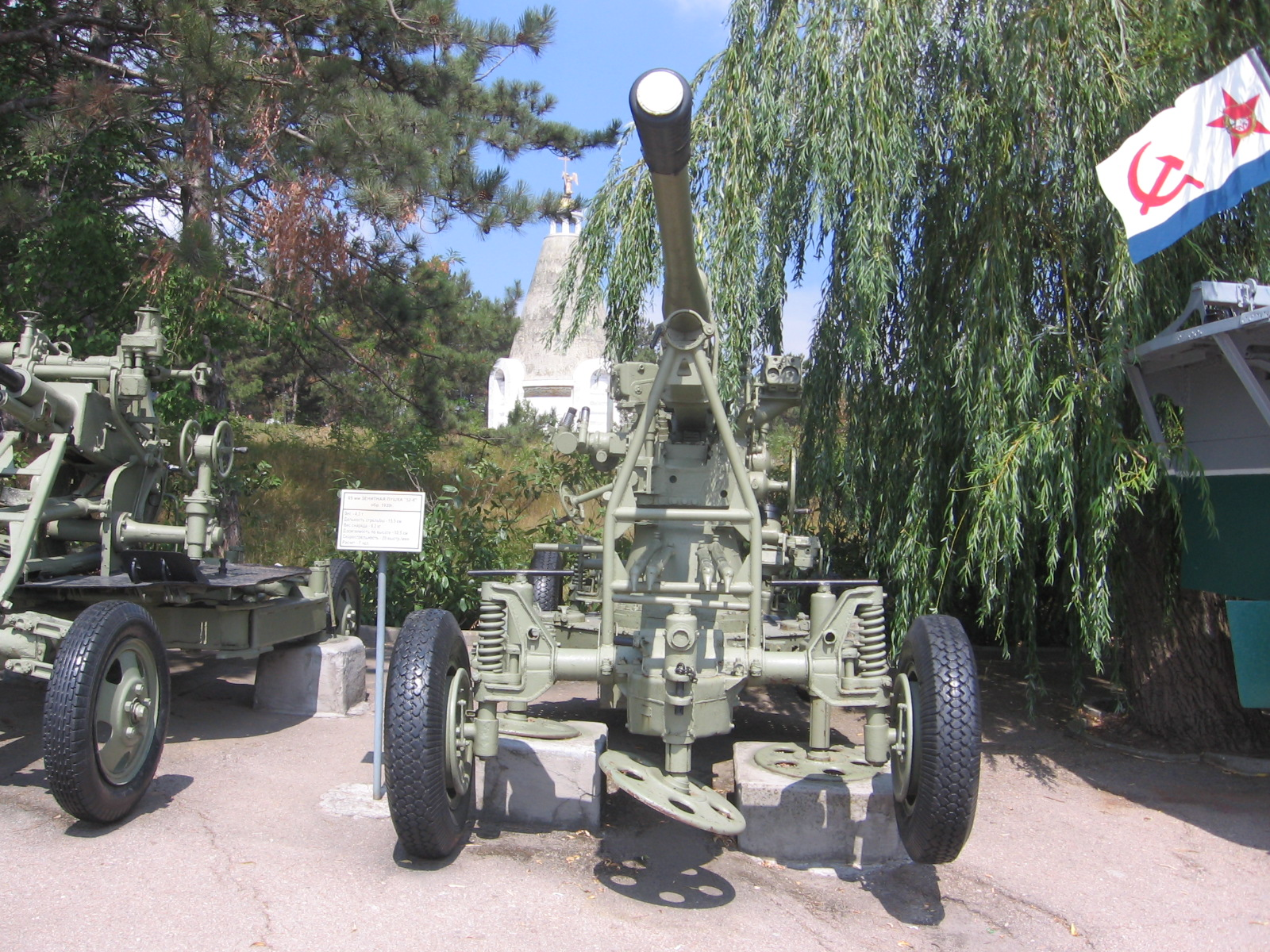
52-К в Музее героической обороны и освобождения Севастополя на Сапун-горе.
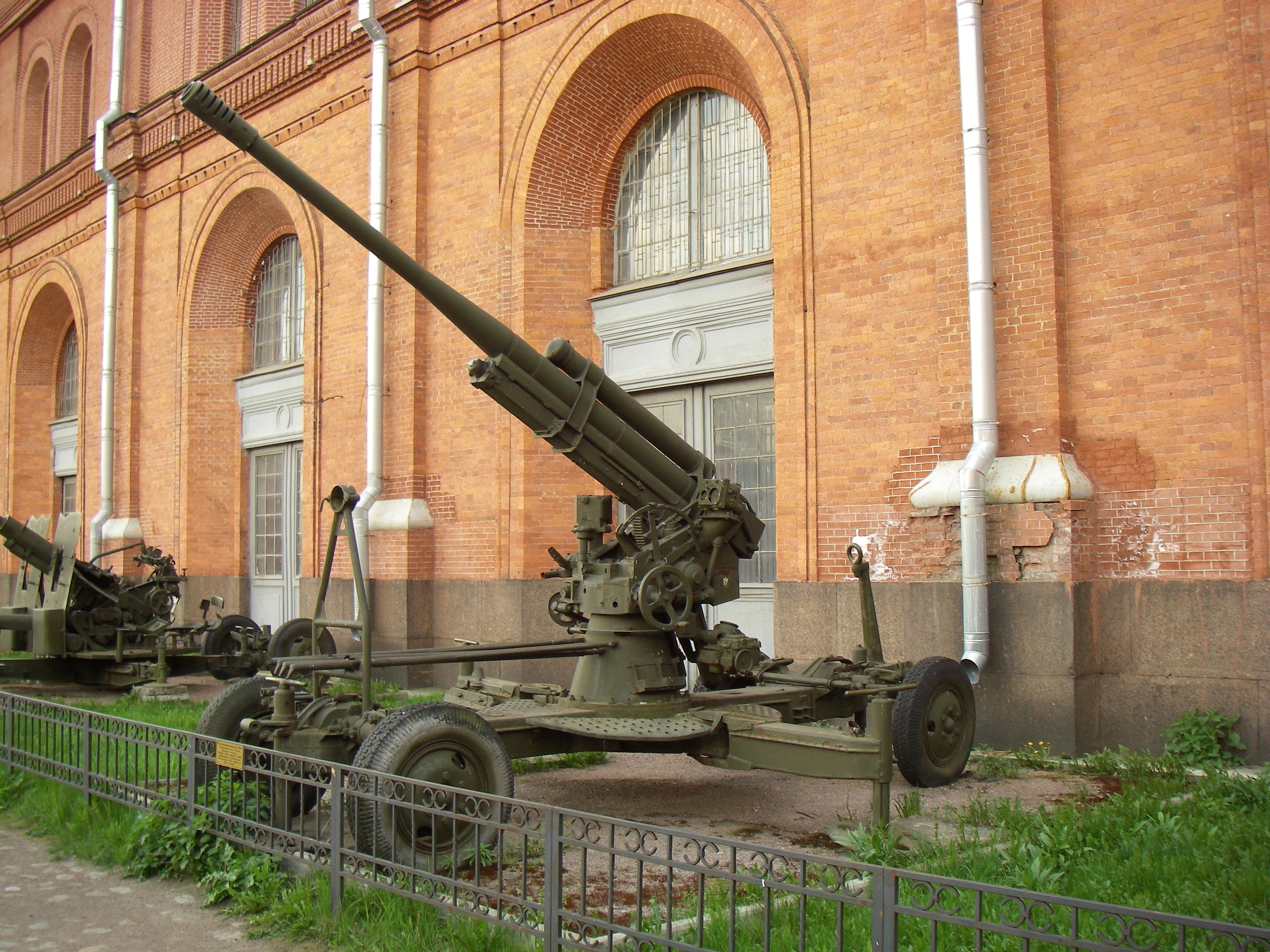
52-К в Артиллерийском музее Санкт-Петербурга. Ствол-моноблок.
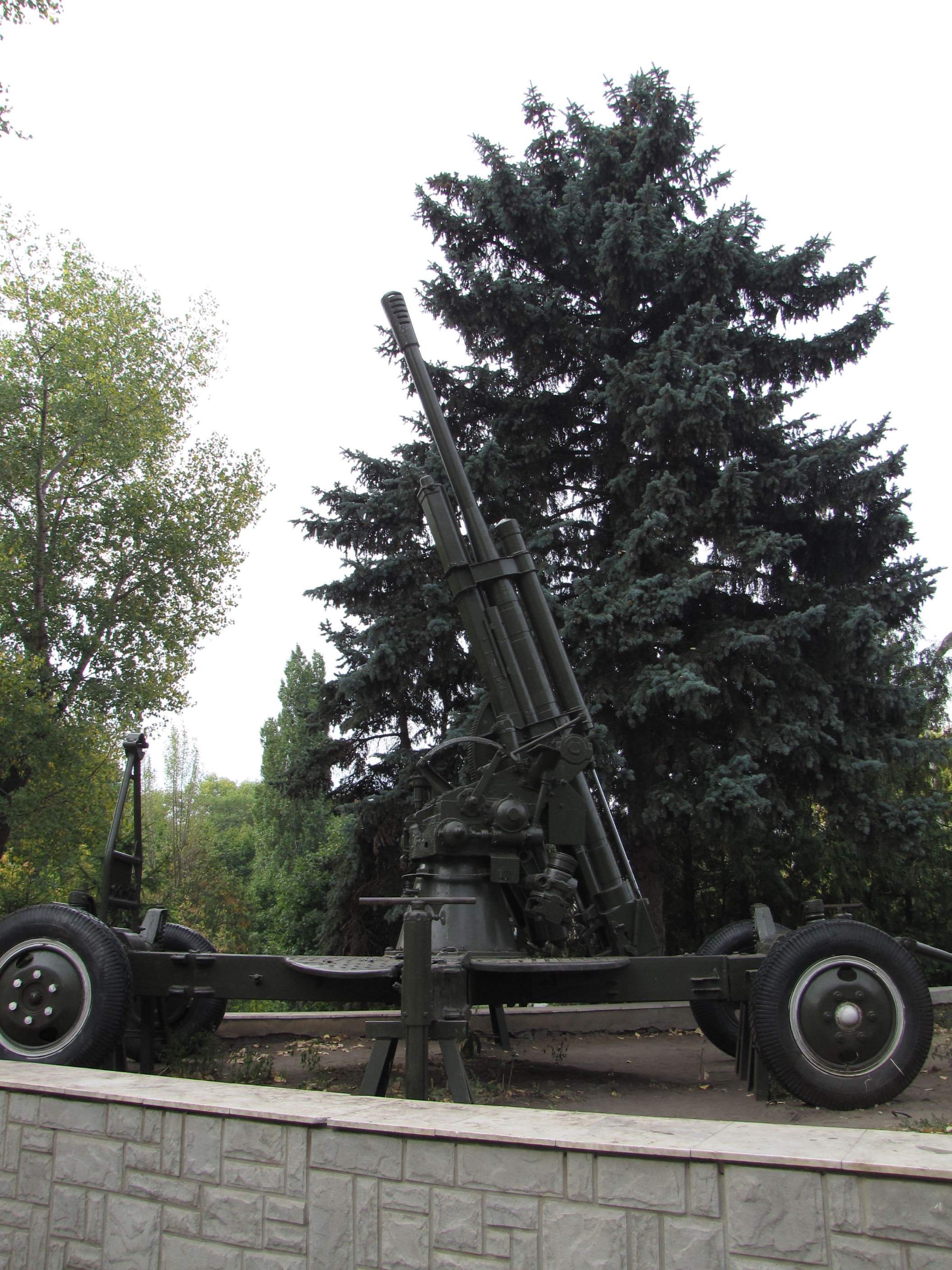
52-К. Музей в Воронеже.
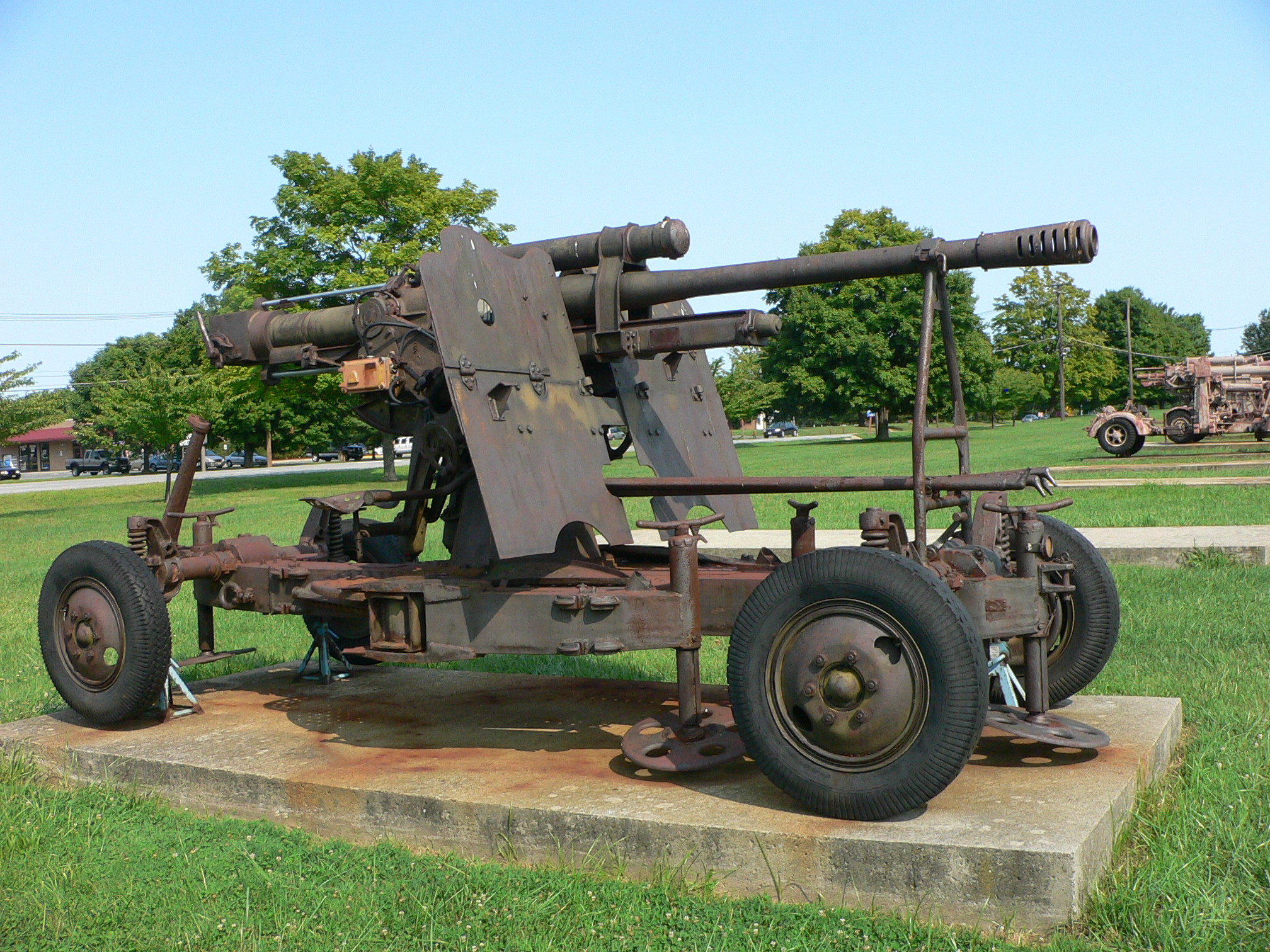
52-К. Музей-полигон бронетанковых войск США в Абердине, 2007 год.
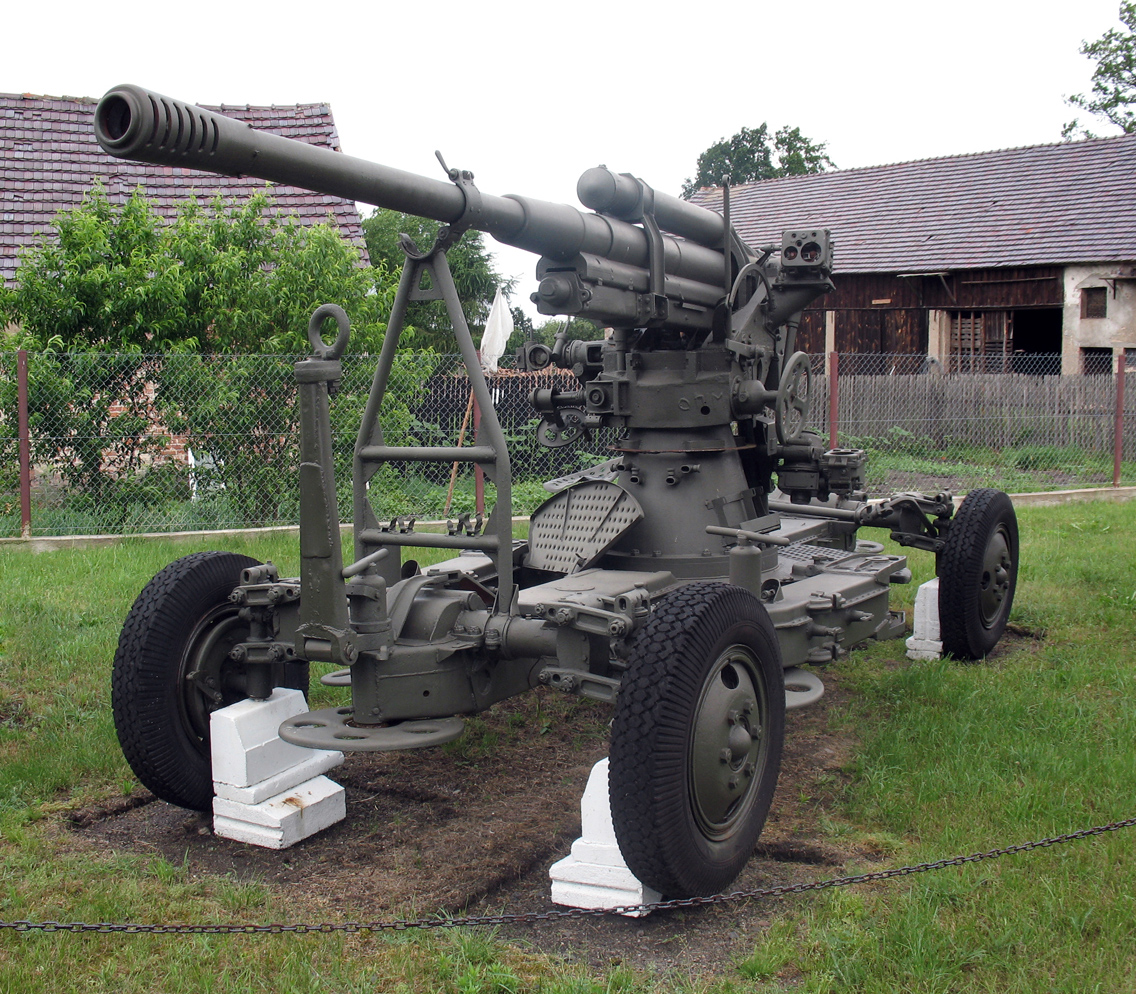
52-К. Любский военный музей, 2007 год. Ствол состоит из кожуха и свободной трубы.
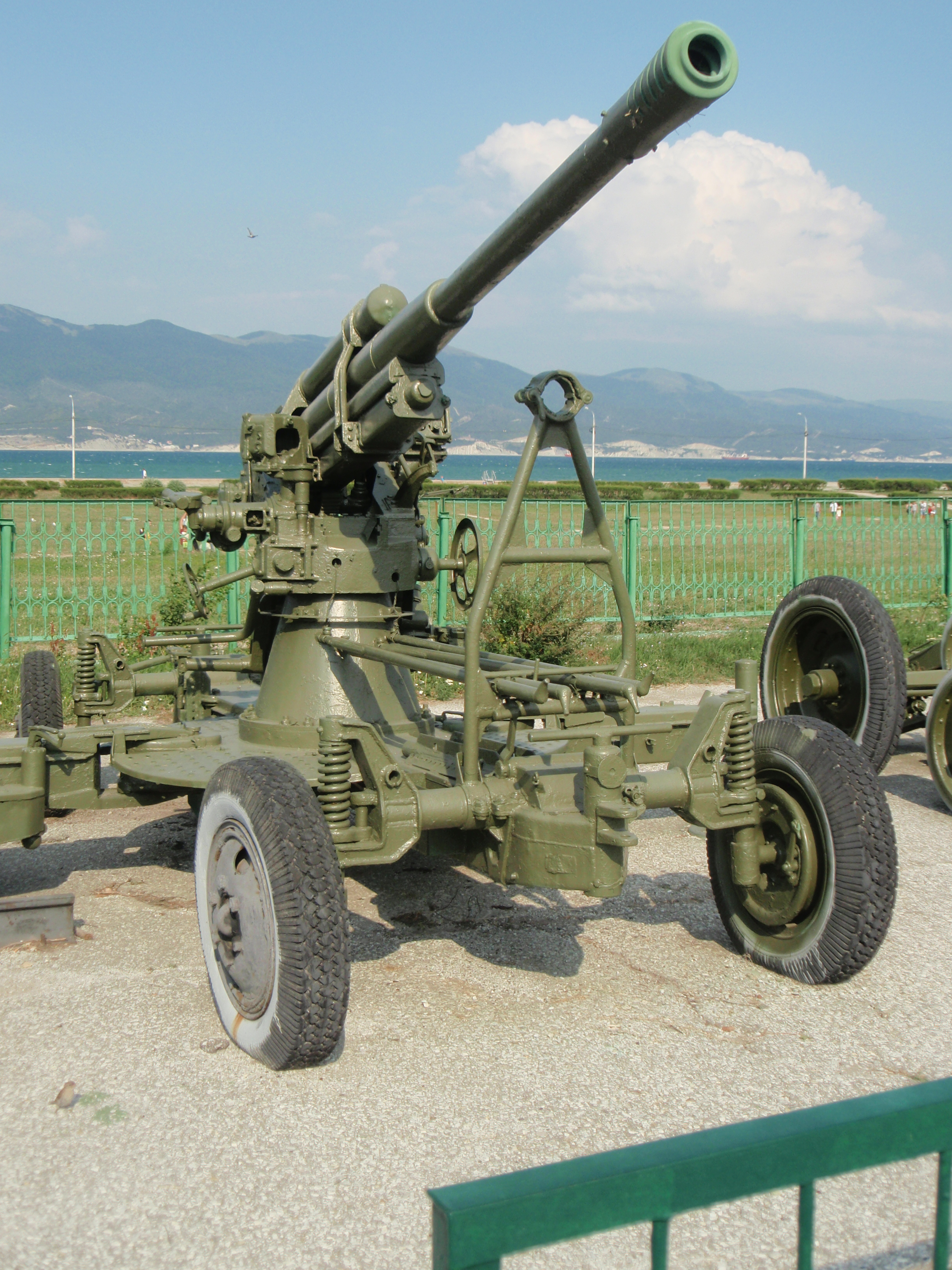
52-К в музее-заповеднике «Малая земля», Новороссийск.
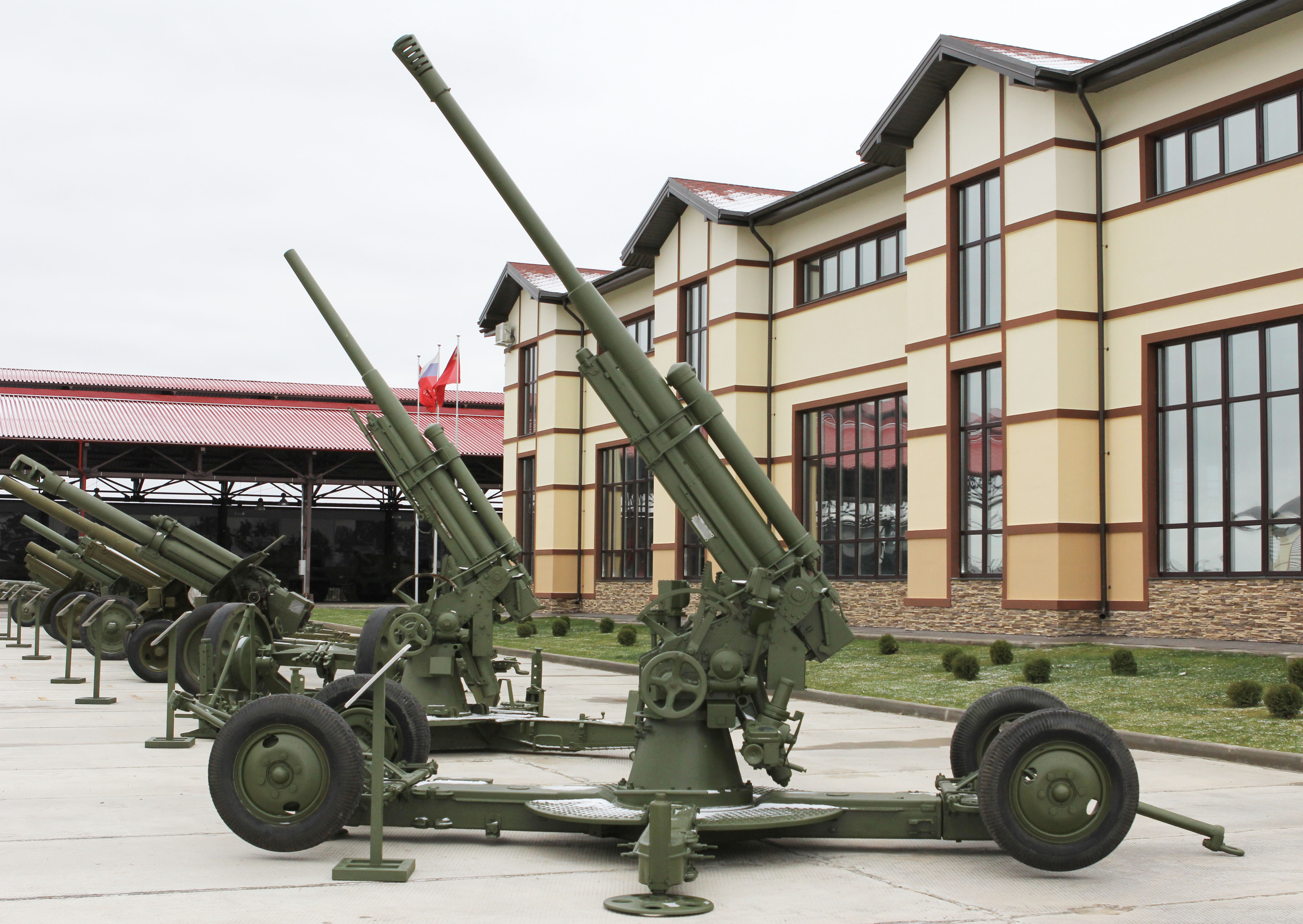
52-К в Музее отечественной военной истории, деревня Падиково, Истринский район Московской области.
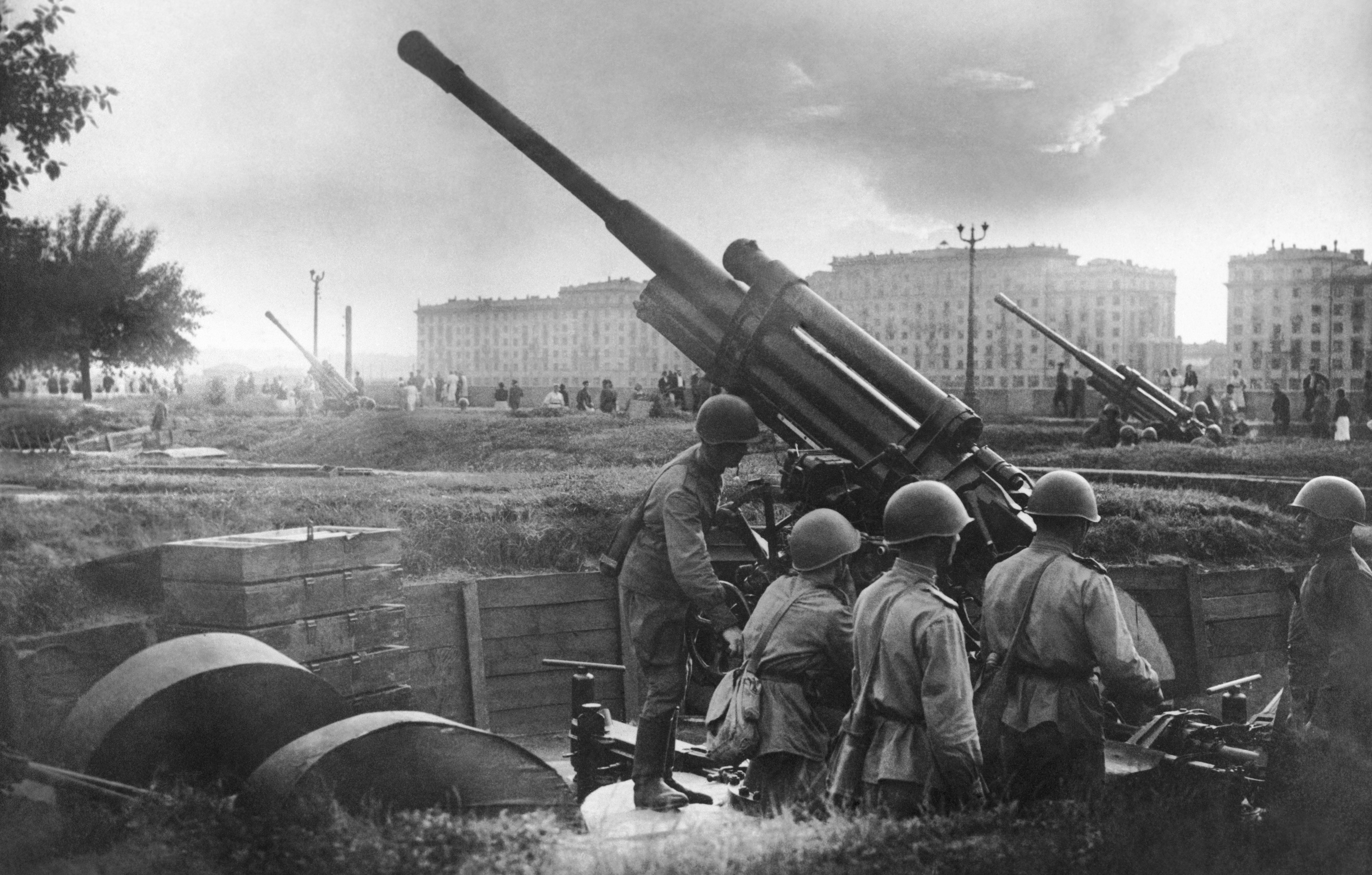
«Солдаты готовят зенитные орудия». Солдаты, обороняющие Москву во время Великой Отечественной войны, готовят зенитные орудия в парке культуры имени М. Горького к отражению налёта немецких бомбардировщиков. Россия, Москва.
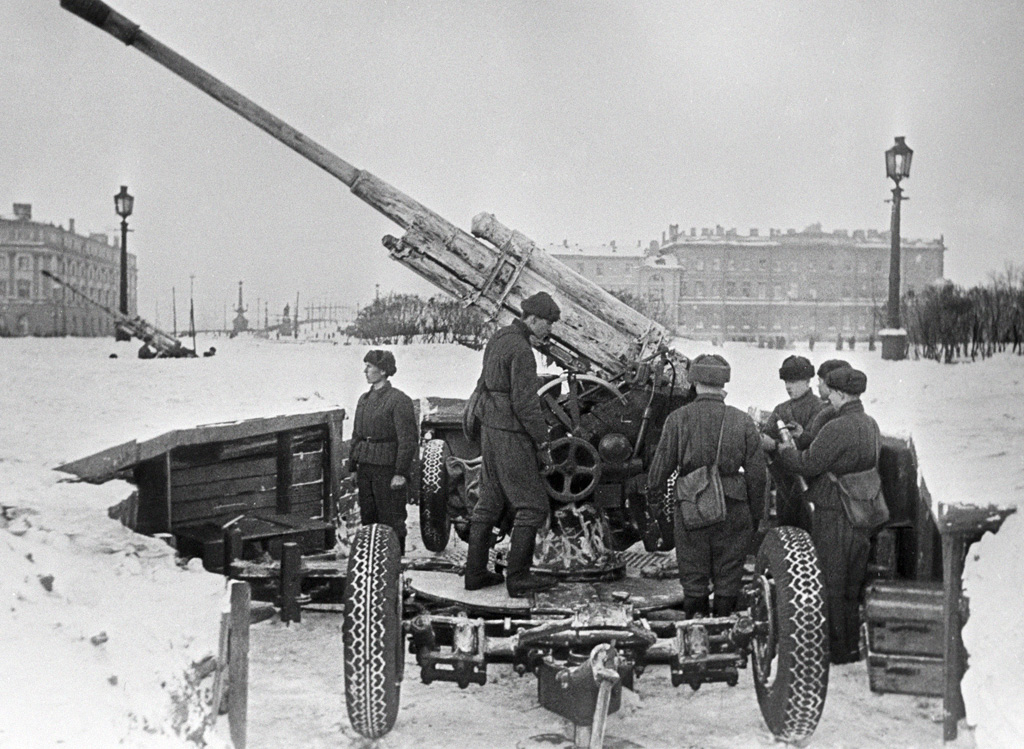
«Советские зенитчики в Ленинграде». Советские зенитчики готовят орудие к бою на Марсовом поле в Ленинграде. Россия, Ленинград
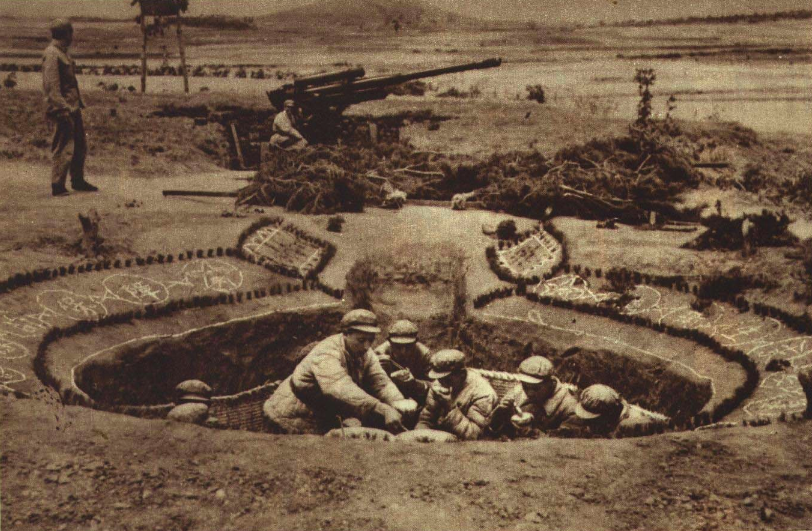
Перерыв на обед на позиции 85-мм зенитной пушки китайских добровольцев во время войны в Корее в 1952 году.
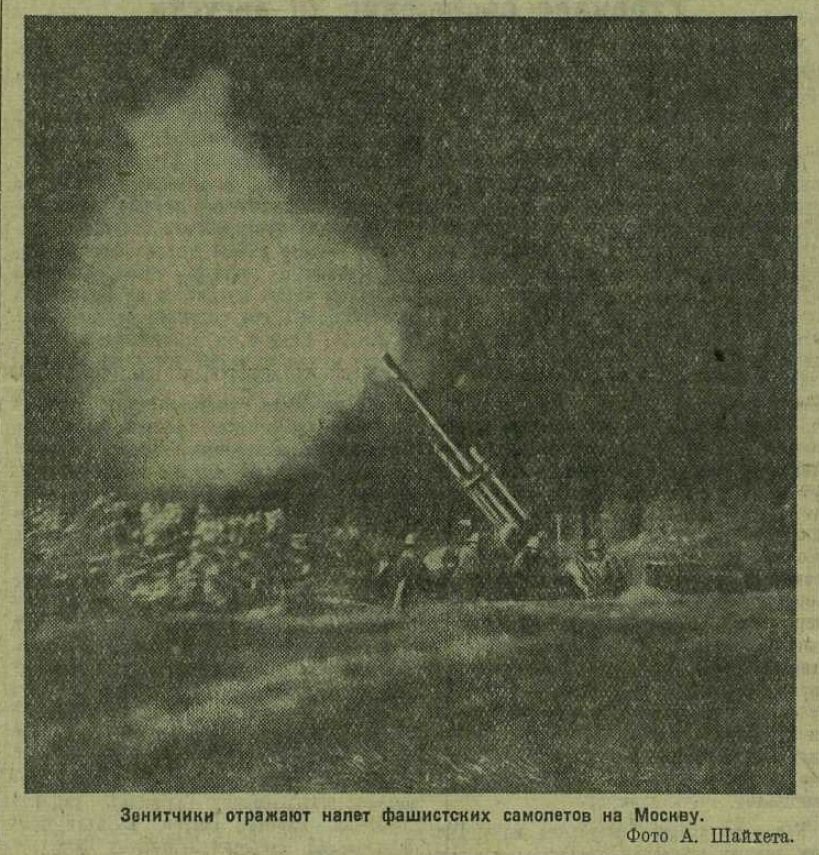
Зенитчики отражают налёт фашистских самолётов на Москву. 21 августа 1941 г.
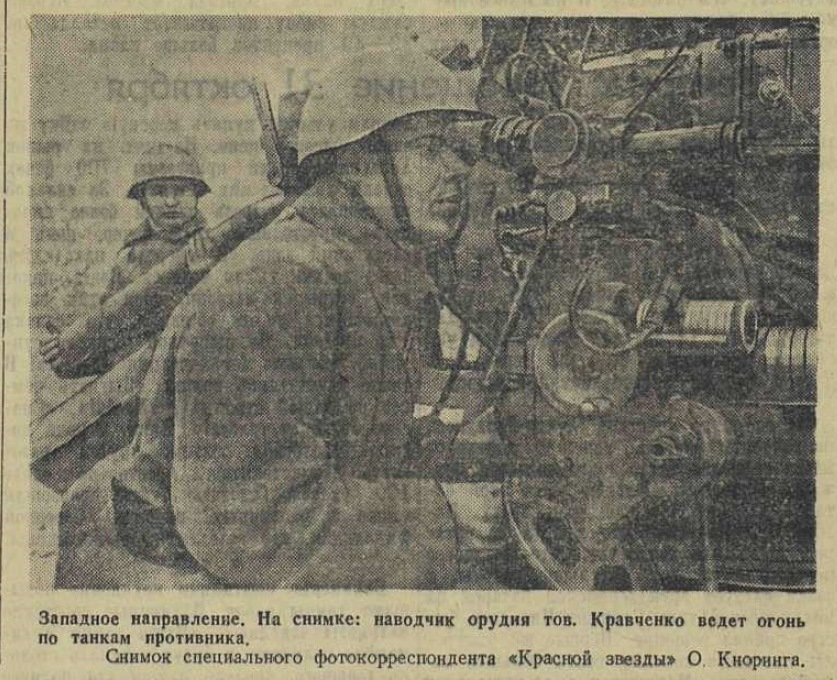
Наводчик орудия тов. Кравченко ведёт огонь по танкам противника на западном направлении. 1 ноября 1941 г.
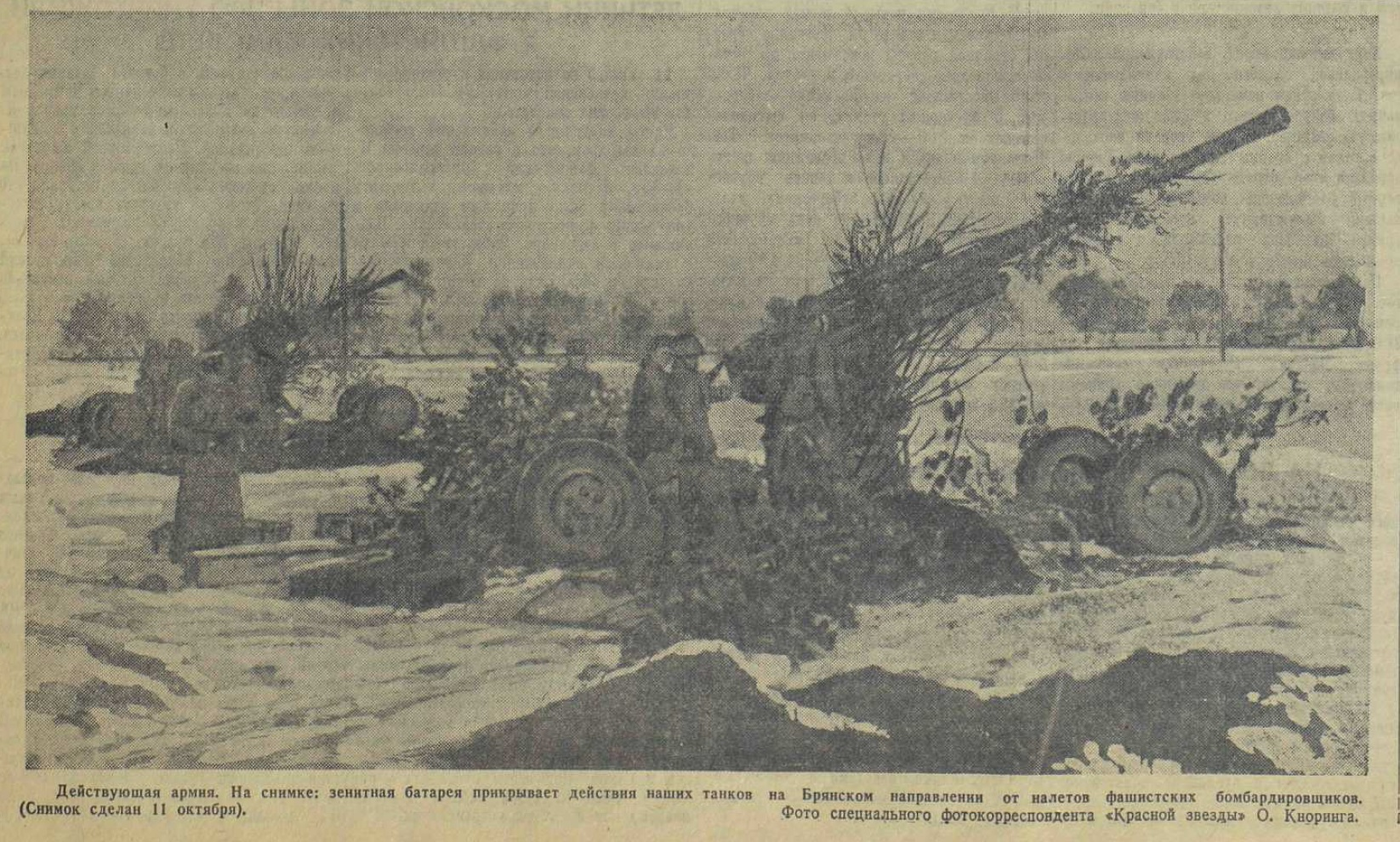
Зенитная батарея прикрывает действия наших танков на Брянском направлении. 11 октября 1941 г.
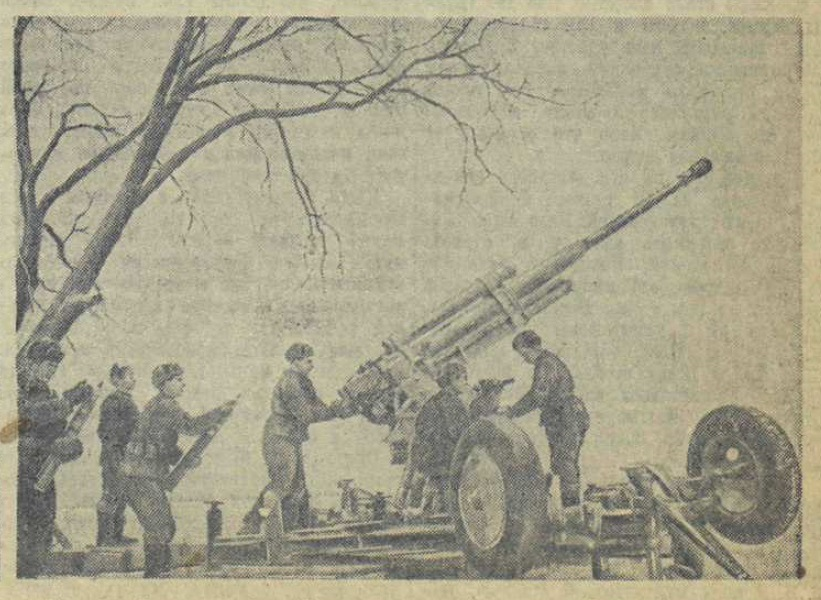
Орудийный расчёт батареи под командованием старшего лейтенанта Сулимова, сбивший два самолёта и уничтоживший три вражеских танка. Январь 1941 г. Орудие в "противотанковой" версии, без приборов ПУАЗО
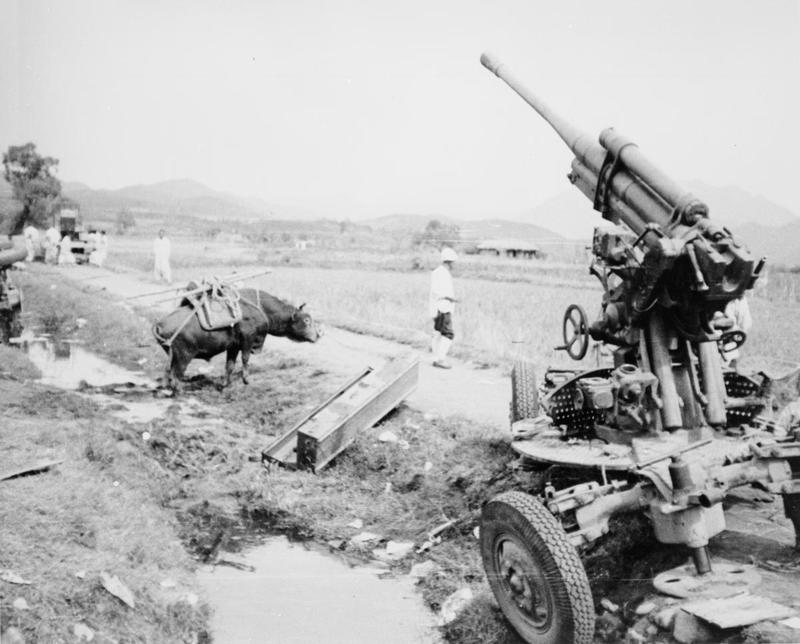
Советская 85-мм зенитная пушка, захваченная у войск Северной Кореи у деревушки в районе Чхунчхон, Корея.
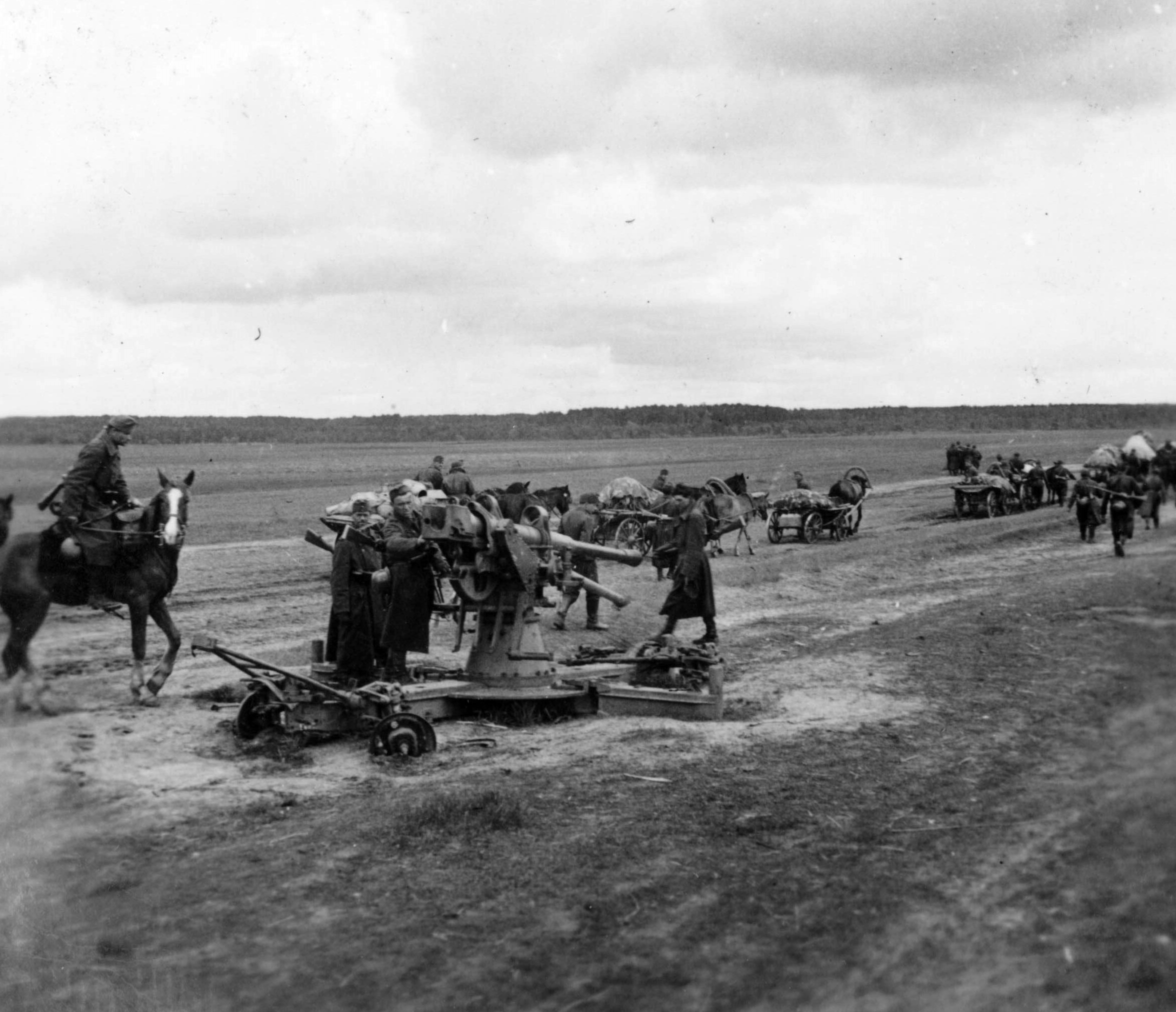
Венгерские солдаты осматривают брошенное на дороге 85-мм зенитное орудие.
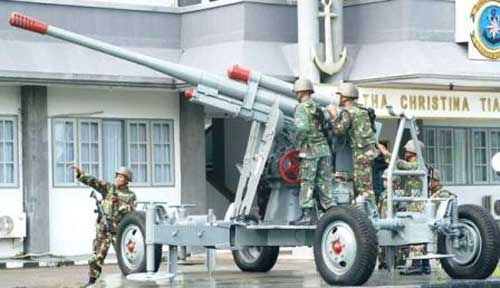
85-мм зенитная пушка в войсках Индонезии во время учений в 2014 году.
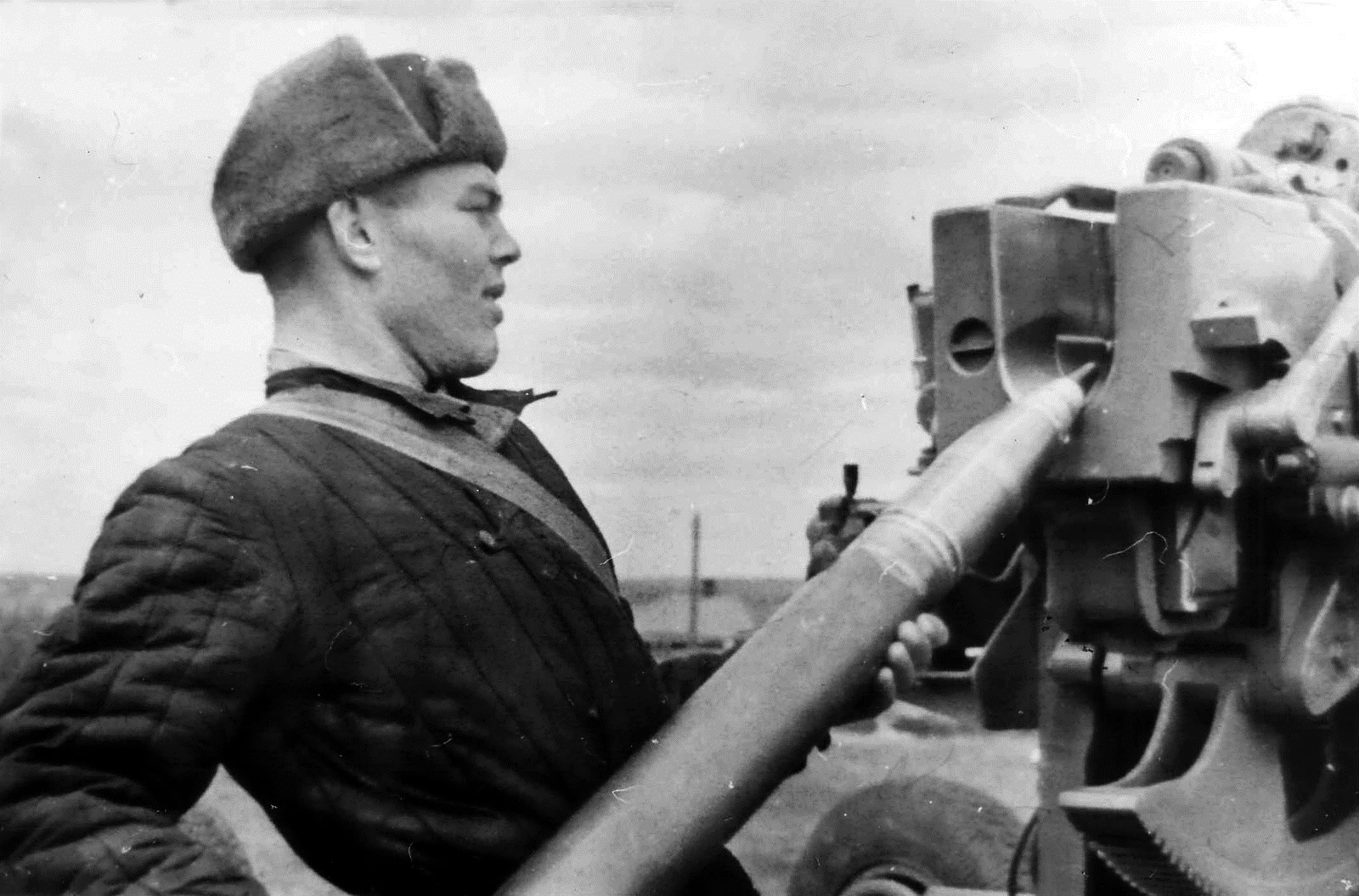
Заряжающий 6-й батареи 732-го зенитно-артиллерийского полка Волокитин у 85-мм зенитного орудия 52-К. Тульская область, октябрь 1941 года.
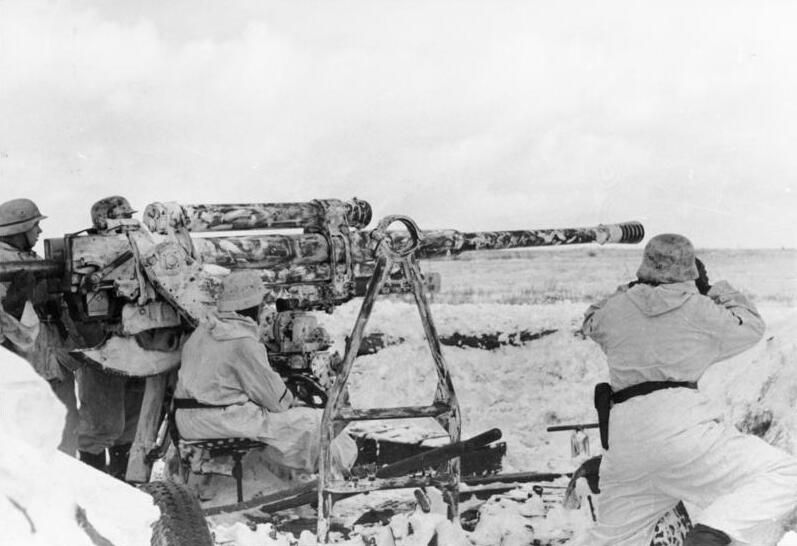
Солдаты немецкой армии ведут стрельбу прямой наводкой из захваченного 85-мм советского зенитного орудия, январь 1943 года